# Oposición al franquismo de 1939 a 1945

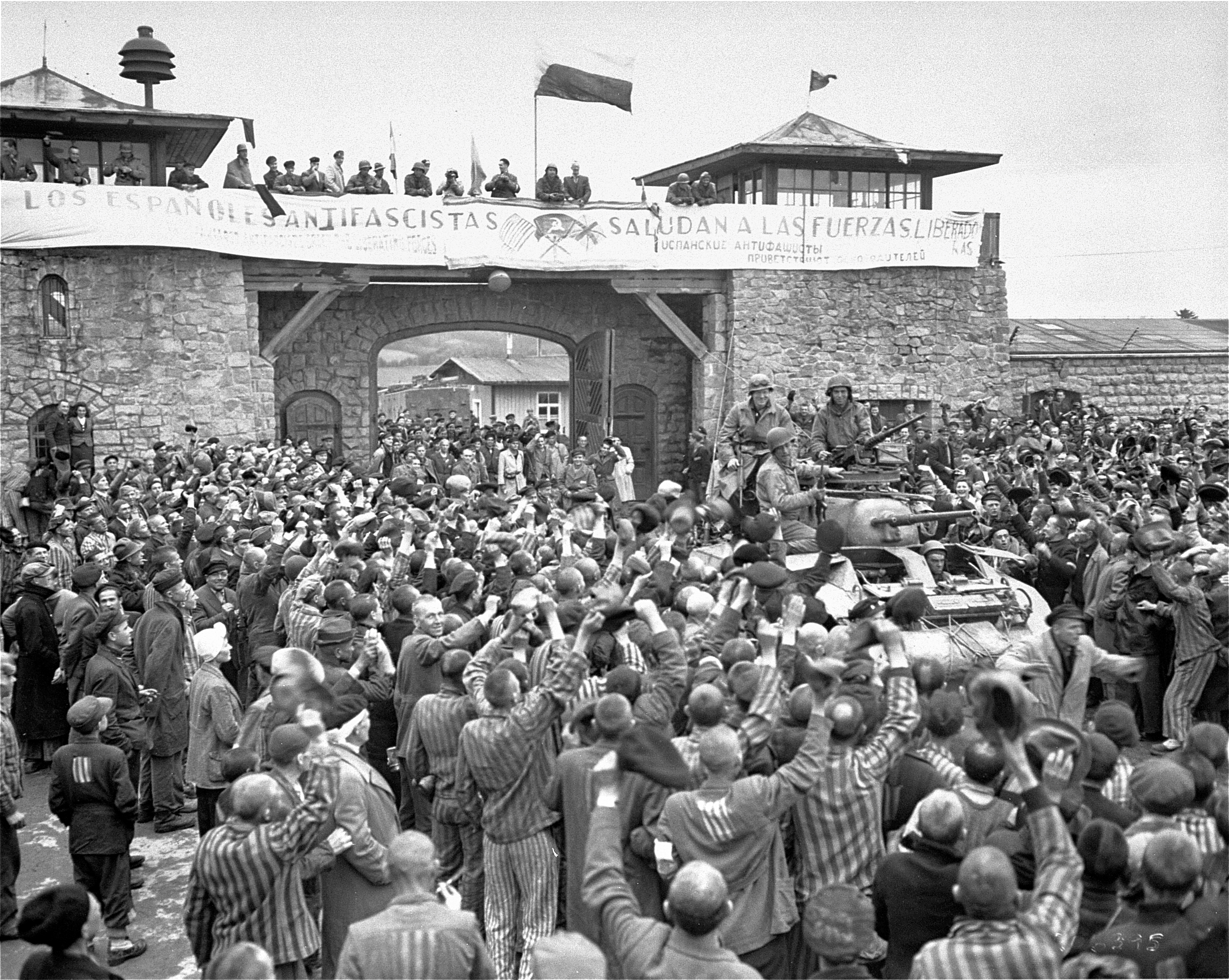
Los españoles republicanos y antifascistas prisioneros en Mauthausen despliegan una pancarta para saludar a los Aliados que acaban de liberar el campo de concentración nazi: «Los españoles antifascistas saludan a las fuerzas liberadoras»

La oposición al franquismo de 1939 a 1945 constituye el primer periodo de la historia de la oposición al franquismo y abarca desde el final de la guerra civil española en abril de 1939 hasta el final de la Segunda Guerra Mundial en Europa en mayo de 1945. Se puede dividir en dos etapas: una primera de reorganización y de resistencia (1939-1942) y una segunda de renacimiento y de búsqueda de la unidad para presentar una alternativa a la dictadura de Francisco Franco ante la inminente victoria de los Aliados en la Segunda Guerra Mundial (1943-1945).

## Reorganización y resistencia (1939-1942)

### La presión de los monárquicos: el «manifiesto de Ginebra»

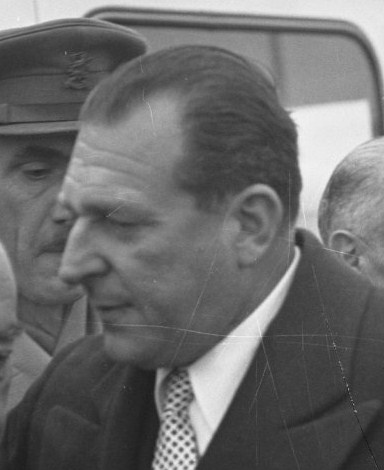
Don Juan de Borbón, pretendiente al trono de España y autor del "Manifiesto de Ginebra"

Don Juan apoyó al régimen franquista en sus primeros años, lo que era coherente con sus convicciones políticas pues durante la República había mantenido relaciones estrechas con la derecha de Acción Española —uno de cuyos fundadores, Eugenio Vegas Latapié, fue su consejero durante muchos años—, y con su alineamiento con el bando nacional durante la guerra civil. Al término de ésta le envió un telegrama al general Franco felicitándole por su victoria que acababa con el grito falangista «Arriba España». Franco le contestó haciendo referencia a los dos intentos de don Juan para luchar en el bando sublevado: «me es grato recordar que entre esa juventud admirable habéis intentado formar, solicitando reiteradamente un puesto de soldado».
La identificación con los vencedores se volvió a poner de manifiesto en enero de 1941 con motivo de la aceptación de la abdicación de su padre el rey Alfonso XIII en una ceremonia celebrada en Roma, en la que hizo referencia a la guerra civil como «esta Gran Cruzada Nacional» y volvió a repetirse durante el acto religioso celebrado en Roma el 1 de marzo de 1942 en conmemoración del primer aniversario de la muerte de su padre, durante el cual pronunció un discurso muy cercano a los principios políticos e ideológicos del franquismo: «Debemos hacer hoy frente a la revolución roja con una política racial militante, llena de espíritu cristiano e implantada con justicia, con generosidad y con autoridad».
A principios de 1941 don Juan buscó el apoyo de la Alemania nazi para la restauración de la monarquía. En abril un representante suyo viajó a Berlín para establecer un enlace directo con el Ministerio de Asuntos Exteriores alemán pero el representante de Ribbentrop le contestó que Alemania no estaba interesada en la propuesta, aunque mantendría buenas relaciones con un gobierno «nacional» que pudiera establecerse en Madrid. A pesar del fracaso del viaje a Berlín los contactos con la Alemania nazi prosiguieron en los meses siguientes después de que don Juan se trasladara de Roma a Lausana.
Por su parte los militares monárquicos habían comenzado a presionar a Franco para que diera paso a la monarquía una vez superada la crisis de mayo de 1941. En julio de ese mismo año formaron una junta integrada por cinco generales presidida por el general Luis Orgaz, Alto Comisario Español en Marruecos. Los otros generales eran el general Saliquet, capitán general de la I Región Militar (Madrid); el general Solchaga, capitán general de la VII Región Militar (Valladolid); el general Kindelán, capitán general de la IV Región Militar; y el general Aranda, cerebro de la conspiración.
El 1 de agosto Orgaz fue a ver al Generalísimo Franco a quien le pidió que relevara a Serrano Suñer, abandonara la «no beligerancia» y restaurara la monarquía. En el mismo sentido se expresó el general Aranda que también fue recibido por Franco. Este respondió que necesitaba tiempo porque destituir inmediatamente a Serrano Suñer desataría una grave crisis política. En la conspiración estaban implicados en mayor o menor medida otros militares y también formaban parte de ella destacados políticos monárquicos, como Julio López Oliván, quien desde Suiza ejercía de enlace entre la junta y don Juan de Borbón, Pedro Sainz Rodríguez, quien junto con los generales Kindelán y Aranda constituía el grupo dirigente de la conspiración, y Eugenio Vegas Latapié —José María Gil Robles desde el exilio más tarde también les dio su apoyo — . Precisamente Vegas Latapié organizó en septiembre en Bilbao un banquete monárquico en el que el aviador José Antonio Ansaldo «pronunció un brindis injurioso contra Franco», al considerarlo como el principal obstáculo para la restauración de la monarquía. Los conspiradores estaban convencidos de que de un momento a otro se iba producir la invasión alemana de España, a la que pensaban responder formando un gobierno provisional en el protectorado español de Marruecos que pediría la ayuda de Gran Bretaña a la que se le proporcionarían bases en las islas Canarias. Sin embargo, existían numerosas discrepancias sobre la composición del hipotético gobierno provisional —con predominio de los militares, como defendía Aranda, o de los civiles como propugnaba Sainz Rodríguez— y sus objetivos —Aranda se contentaba con disolver la Falange y Sainz Rodríguez defendía la restauración de la monarquía—.
Ante la ofensiva de los monárquicos, el general Franco le envió el 30 de septiembre una carta a don Juan de Borbón en la que le decía que consideraba a la Monarquía como la culminación de la obra del Movimiento, y que ese era «él único camino» para la «instauración» —no restauración— del «Régimen tradicional, del que para mí sois el único y legítimo representante». En su respuesta don Juan, tras coincidir con el general Franco en que «se hace preciso realizar en España la fecunda revolución que supone el retorno a lo que ha sido y es específicamente nuestro sentido religioso de la vida, incluido lo social y la reafirmación del núcleo familiar, de las corporaciones profesionales y de la vida local», le reclamó la formación inmediata de una Regencia que organizara el tránsito hacia el «Estado monárquico, con tiempo suficiente para que pueda oírse su voz en esta contienda de Europa contra el comunismo empezada en España en 1936 en defensa y para la expansión de los más sagrados valores patrios».
En la reunión que mantuvieron el 22 de noviembre varios de los conjurados se abandonó la idea de formar un gobierno o junta provisional para en su lugar apoyar la constitución de un consejo de regencia que asegurara la restauración de la monarquía. Como esto significaba apartar a Franco del poder varios generales se retiran y, por otro lado, el gobierno británico, con cuyo respaldo habían contado hasta entonces, tampoco quiso comprometerse en el derrocamiento de Franco. De esta forma la conspiración perdió fuerza.

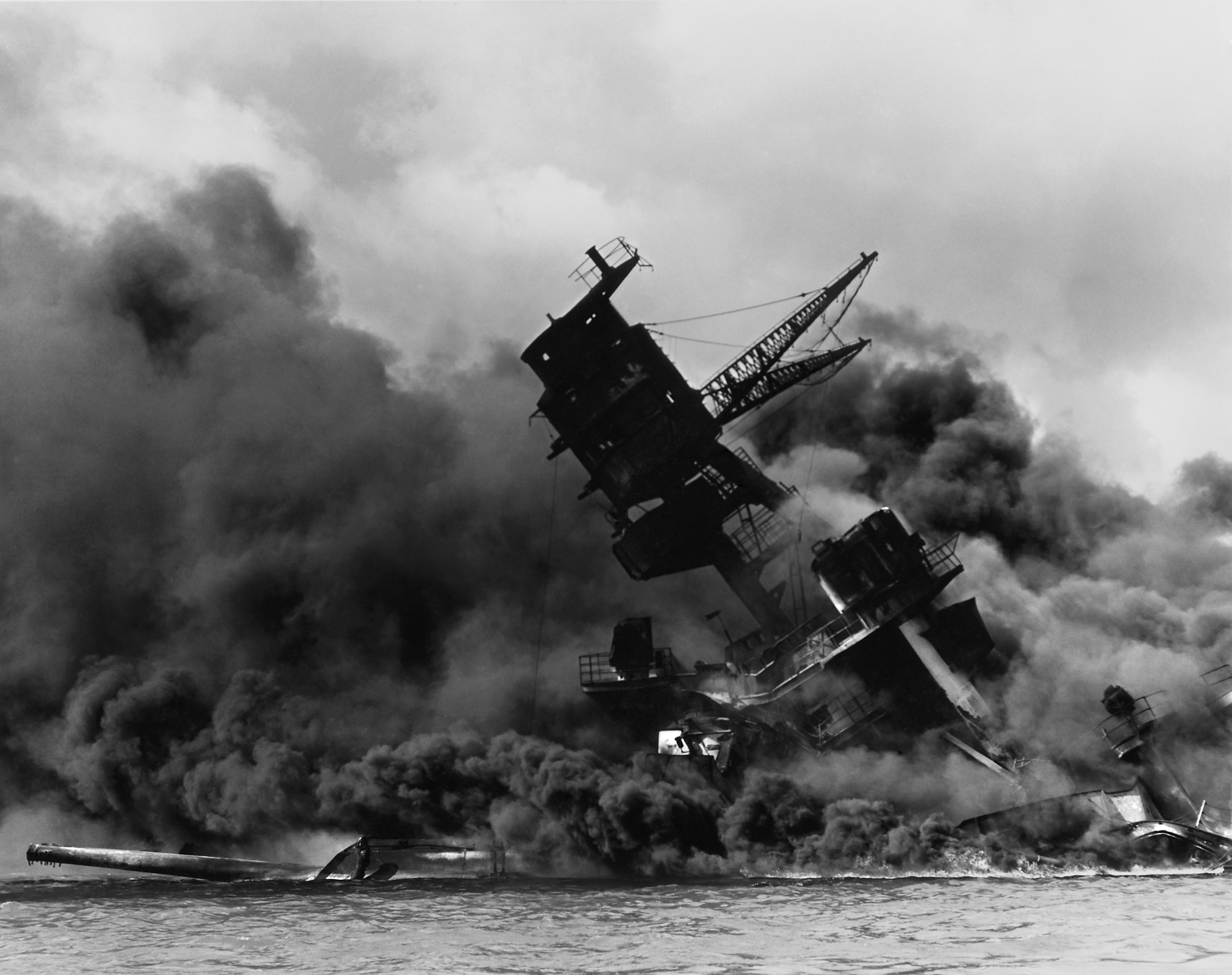
El durante el ataque a Pearl Harbor.

En diciembre de 1941, tras el fracaso alemán en la toma de Moscú y la entrada en la guerra de Estados Unidos a causa del ataque japonés a Pearl Harbor —que fue aplaudido por el gobierno español mediante el envío de un telegrama de felicitación a Tokio—, los generales volvieron a presionar al Generalísimo Franco en la reunión del Consejo del Ejército que se celebró el día 15. Esta vez el portavoz fue el general Kindelán quien presentó un informe sobre la grave situación interna culpando de ella a la inepta y corrupta burocracia falangista, y en el que también cuestionó la dura política represiva que todavía se mantenía y que se usaran para ella los tribunales militares. Finalmente le pidió a Franco que se desvinculara de la Falange y que dejara la jefatura del gobierno a otra persona. Pero Franco «logró conjurar el peligro de la situación amparándose en excusas sobre los peligros externos, las dificultades de cubrir cargos importantes tras la pérdida de tantos hombres buenos en la Guerra Civil y las dificultades materiales por las que España atravesaba». Kindelán no quedó convencido y en un discurso pronunciado el 26 de enero del año siguiente en la Capitanía General de Barcelona pidió a Franco la restauración de la monarquía como único medio para conseguir la «conciliación y la solidaridad» necesarias «entre los españoles». Franco, que estaba furioso, no reaccionó de inmediato y prefirió esperar. En junio de 1942 empezó a actuar y obligó a abandonar el país a Sainz Rodríguez y a Vegas Latapié, los dos cabecillas civiles de la conspiración.
Don Juan en sus primeras declaraciones oficiales efectuadas en marzo de 1942 dijo: «Hoy, como antaño, la Corona está por encima de los intereses de partido o de clase y, ajena a todo espíritu de rencor o de represalia, puede serenamente encarnar la justicia necesaria para restablecer la unidad moral de la Patria española». En mayo el general Franco le respondió mediante una carta en la que decía que la «revolución nacional» que encarnaba su régimen entroncaba con la tradición de la «Monarquía revolucionaria, totalitaria» de los Reyes Católicos y de Felipe II, a la que contraponía con las decadentes monarquías posteriores.
A finales de 1942 don Juan manifestó por primera vez públicamente su aspiración a ocupar el trono de España e inició el distanciamiento con el régimen franquista. El 11 de noviembre de 1942, sólo dos días después del inicio de la desembarco aliado en Marruecos y en Argelia, el periódico suizo Journal de Genève publicó unas declaraciones suyas, que serían conocidas como el Manifiesto de Ginebra, en las que, tras asegurar «que la Monarquía será restaurada y… no vacilaré un instante en ponerme a su servicio», decía: «Mi suprema ambición es la de ser el rey de una España en la cual todos los españoles, definitivamente reconciliados, podrán vivir en común». Así frente a la tesis que sostenían Franco y su asesor el capitán de navío Luis Carrero Blanco, de la Monarquía como continuidad del régimen franquista, don Juan presentaba la Monarquía como alternativa al mismo. «Atrás quedaban las afinidades ideológicas con Acción Española y se presentaba allí un hombre que anhelaba ser el rey de todos los españoles y no sólo de un bando, y que consideraba su misión principal conseguir la reconciliación de la nación, eliminando las causas que la mantenían dividida». Don Juan hizo estas declaraciones porque temía que «la política exterior del general Franco, política poco compatible con las obligaciones que impone la neutralidad estricta en la guerra mundial, pudiera provocar consecuencias peligrosas para el futuro de España».

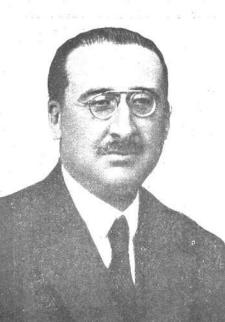
Manuel González Hontoria, miembro del comité monárquico que se formó en marzo de 1943 para promover la causa de don Juan de Borbón.

Según Hartmut Heine, «el "manifiesto de Ginebra" fue como un llamamiento a los partidarios del pretendiente a que apoyasen su causa con mayor vigor que el que habían manifestado en el pasado, y algunos de ellos respondieron a esa señal». Así, el mismo día en que apareció el «manifiesto de Ginebra» el general Kindelán se entrevistaba con Franco en Madrid para pedirle en su nombre y en el del resto de generales monárquicos (Gómez Jordana, Dávila, Aranda, Orgaz, Vigón y Varela) que proclamase la monarquía y se declarase regente. «Franco apretó los dientes y respondió en un tono conciliador y taimado. Negó cualquier compromiso formal con el Eje, afirmó que no deseaba permanecer más de lo necesario en un cargo que cada día encontraba más desagradable y confesó que quería que don Juan fuera su sucesor». Dos meses después destituyó al general Kindelán de su puesto al frente de la Capitanía General de Cataluña, nombrándolo director de la Escuela Superior del Ejército, que no tenía mando directo sobre tropas. Fue sustituido por el falangista general Moscardó.
En la primavera de 1943 se vio la primera muestra de la campaña semiclandestina que se desarrolló a favor de don Juan. Aparecieron en Madrid unas octavillas, imitando a las tarjetas postales, en las que aparecía una foto y la biografía del pretendiente, junto con un fragmento del discurso de la primavera de 1942. Por esas mismas fechas se formó un comité monárquico integrado por Alfonso García Valdecasas, Germiniano Carrascal, Joan Ventosa i Calvell, Manuel González Hontoria y José María Oriol, que representaba el sector de la Comunión Tradicionalista que encabezaba el conde de Rodezno. También se produjo entonces el primer intento de don Juan de trasladar su residencia de Lausana a Portugal, pero Oliveira Salazar no lo autorizó y el gobierno británico tampoco lo presionó porque que no quería incomodar a Franco ni poner en peligro el Bloque Ibérico.

### El exilio republicano

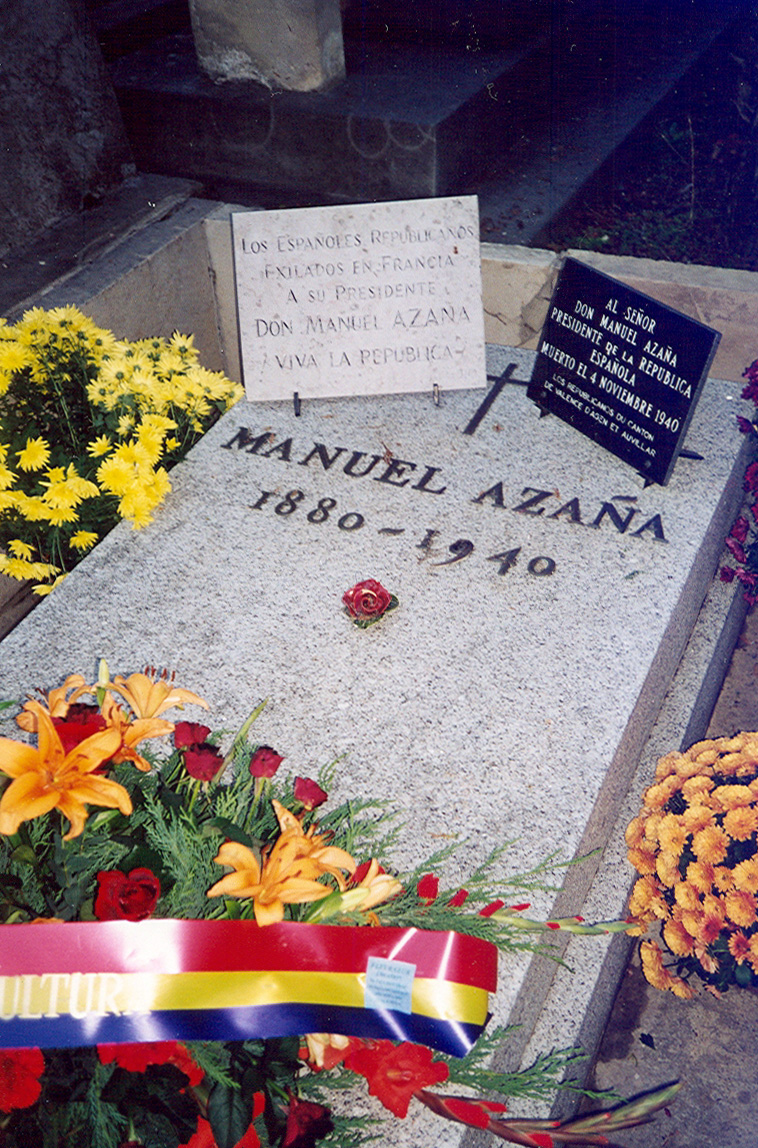
Tumba de Manuel Azaña en el cementerio urbano de Montauban. Falleció en el exilio el 3 de noviembre de 1940.

El 28 de febrero de 1939, al día siguiente del reconocimiento de Franco por Francia y Gran Bretaña, se hacía oficial la renuncia a la Presidencia de la República de Manuel Azaña y se abría el proceso de su sustitución provisional por el presidente de las Cortes, Diego Martínez Barrio —ambos se encontraban en Francia—. El 3 de marzo se reunía en París la Diputación Permanente de las Cortes republicanas para formalizar el traspaso de poderes pero Martínez Barrio no aceptó el nombramiento como presidente interino de la República, al no recibir la conformidad del gobierno de Juan Negrín, que había regresado a España, y estar en desacuerdo con su política de seguir resistiendo.

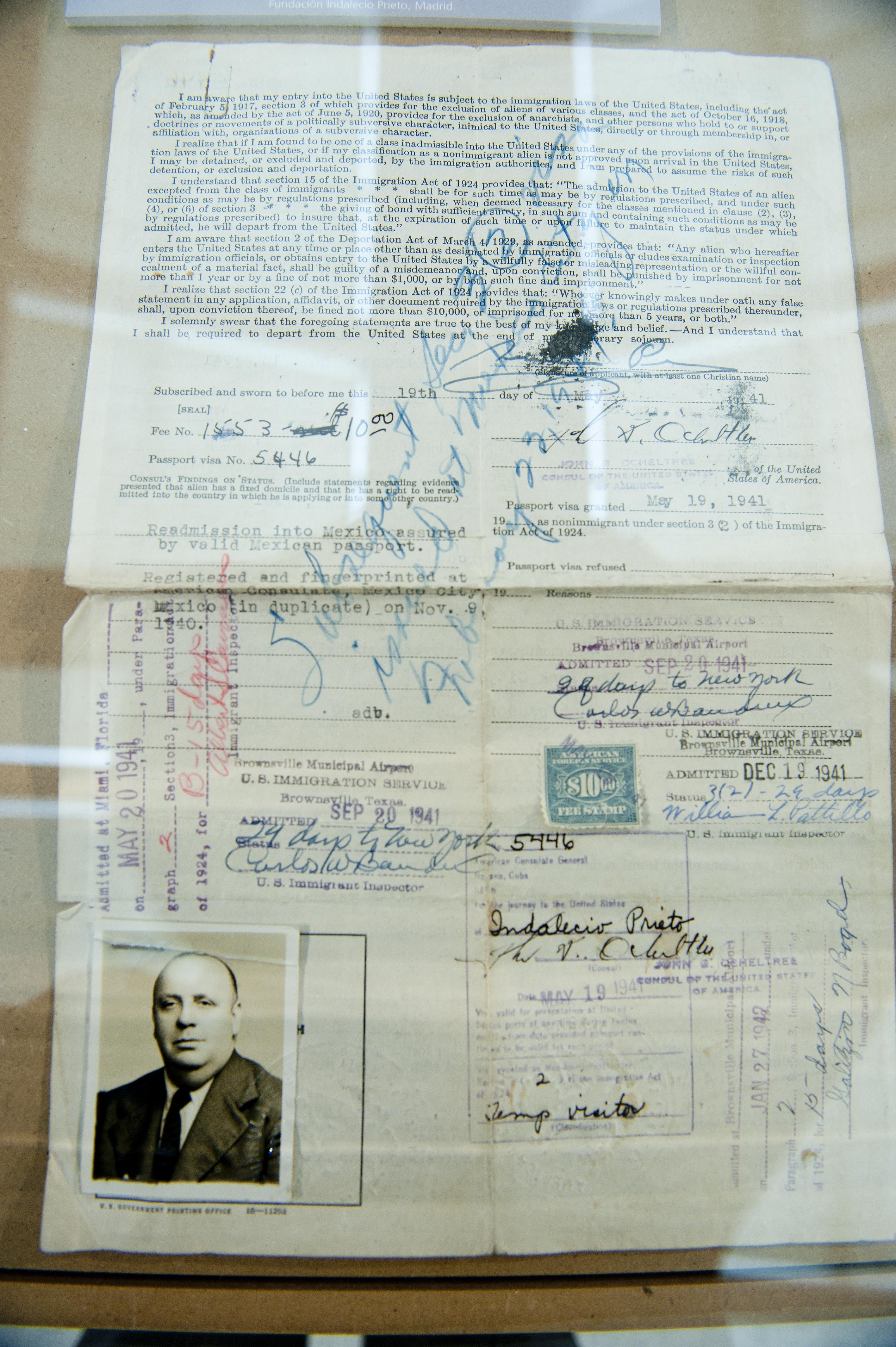
Visado de entrada en los Estados Unidos expedido a Indalecio Prieto (1941).

Terminada la guerra, el 27 de julio se reunió de nuevo la Diputación Permanente en París y, a propuesta del socialista Indalecio Prieto —que aglutinaba a todos los sectores «antinegrinistas»—, aprobó una resolución, de discutible constitucionalidad, según la cual consideraba al gobierno de Negrín como «inexistente», es decir, como disuelto, y además se otorgaba a sí misma el control de los recursos financieros de la República —las cuentas bancarias abiertas en bancos extranjeros y el «tesoro del Vita» que había sido llevado a México—. Para administrarlos se creó la Junta de Auxilio a los Republicanos Españoles (JARE), controlada de facto por Indalecio Prieto, que compitió en la ayuda a los refugiados republicanos con el Servicio de Evacuación de Refugiados Españoles (SERE) creado por Negrín nada más acabar la guerra civil.
Tras desalojar a los «negrinistas» de las ejecutivas del PSOE y de la UGT, Prieto se centró en conseguir apoyos para su propuesta de que la única forma de derrocar a Franco era mediante una alianza entre el exilio republicano y los monárquicos apoyada por los potencias democráticas, singularmente Gran Bretaña. Un acuerdo que sólo se podría alcanzar adoptando una política moderada que obligaría a los republicanos a aceptar inicialmente la restauración de la monarquía o cuando menos a renunciar al restablecimiento de la República sin modificación alguna y que pasaría por la celebración de un referéndum para que el pueblo español decidiera la forma de gobierno. Sin embargo, inicialmente no consiguió el apoyo ni siquiera de sus propios partidarios socialistas «prietistas», que siguieron defendiendo la legitimidad de la Segunda República.

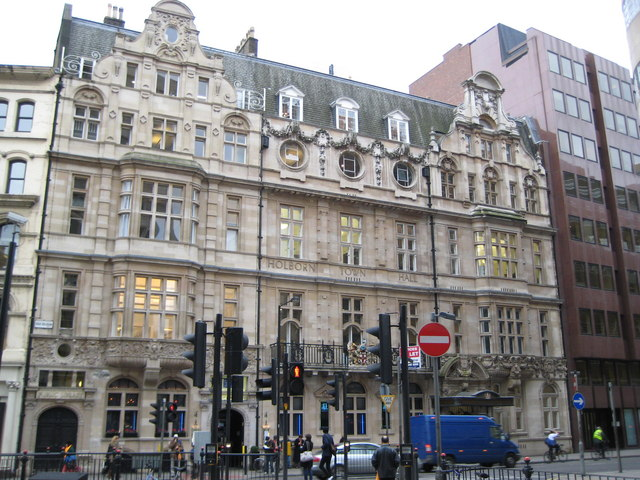
Holborn Town Hall, donde Juan Negrín pronunció su histórico discurso del 18 de julio de 1942 en el que reafirmó que seguía siendo el presidente del gobierno de la Segunda República Española en el exilio.

Por su parte Juan Negrín —exiliado en Gran Bretaña desde junio de 1940, donde el gobierno le prohibió realizar actividades políticas, por lo que permaneció aislado del núcleo del exilio republicano español, que se encontraba en México— se siguió considerando como el legítimo presidente del gobierno de la Segunda República Española, tal como lo expresó en su histórico discurso del 18 de julio de 1942 en el Holborn Hall de Londres. En el mismo también hizo un llamamiento a la unidad de la oposición antifranquista, pero el mismo «no tuvo eco decisivo más allá de los círculos del exilio cercanos a su figura y línea política durante la propia guerra civil».
Por su parte Martínez Barrio consiguió aglutinar a buena parte de los republicanos de izquierda del exilio —Unión Republicana, Izquierda Republicana, y Partido Republicano Federal— con la creación en México de la Acción Republicana Española, cuyo primer manifiesto se hizo público el 14 de abril de 1941, décimo aniversario de la proclamación de la Segunda República Española, que acababa haciendo un llamamiento a las democracias occidentales para que ayudaran a derribar a Franco porque «sin una España libre no será posible una Europa libre». El punto fundamental en que divergía la propuesta de la ARE y de la de Indalecio Prieto era que propugnaba la reconstrucción de un gobierno republicano que se presentara a los aliados como alternativa a Franco, mientras que este último defendía la celebración de un referéndum sobre la forma de gobierno para atraerse el apoyo de los monárquicos.

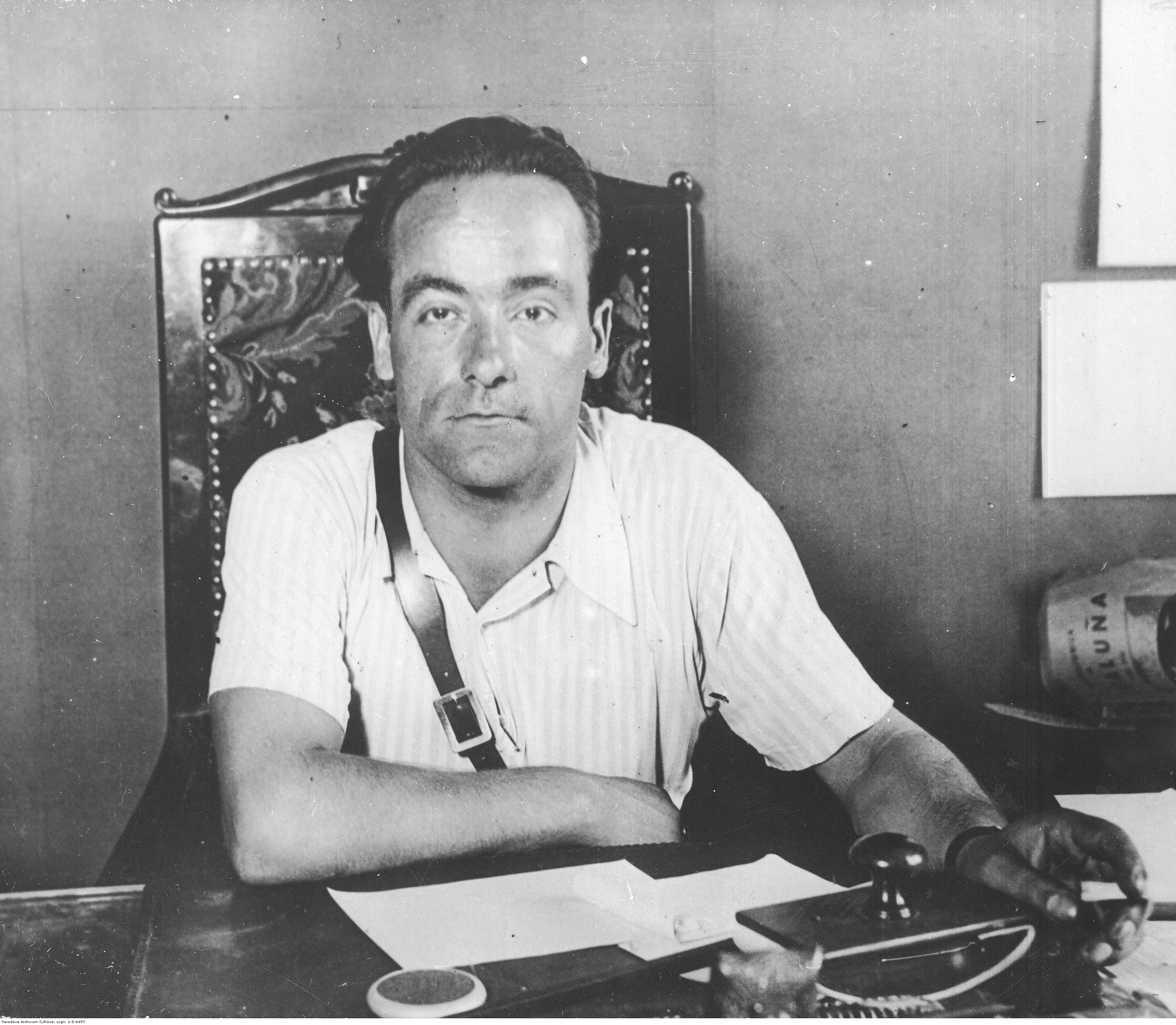
Juan García Oliver, líder del sector "colaboracionista" del Movimiento Libertario, cuando fue ministro de Justicia del gobierno de Largo Caballero durante la Guerra Civil Española.

Los anarquistas también llevaron a cabo su propio proceso de unificación iniciado antes de que acabara la guerra con la creación en Francia el 26 de febrero de 1939 del Movimiento Libertario, integrado por la CNT, la FAI y la FIJL. Pero en la primavera de 1942 el Movimiento Libertario del exilio vivió una grave crisis al estallar las tensiones latentes desde el final de la guerra entre los «colaboracionistas» encabezados por Juan García Oliver y Aurelio Fernández, y los «apolíticos» que apoyaban al consejo nacional con sede en París que encabezaban Germinal Esgleas y Federica Montseny. En una reunión que mantuvieron en México los primeros presentaron un documento para su discusión titulado «Ponencia» pero salieron derrotados, por lo que decidieron formar su propia organización, una nueva CNT, que contó como órgano de prensa el periódico CNT, mientras que el portavoz de los «anticolaboracionistas» fue Solidaridad Obrera.

Los comunistas desde la firma del pacto germano-soviético en agosto de 1939 permanecieron aislados del resto de fuerzas de la oposición republicana al defender una política basada en la consideración de la Segunda Guerra Mundial como una «guerra imperialista» en la que el pueblo español no debía intervenir. Sólo después de la invasión de la Unión Soviética en junio de 1941 comenzaron a romper su aislamiento al defender ahora que la guerra mundial era una guerra de agresión de los nazis para «liquidar, uno a uno, a todos los países libres», entre los que los comunistas incluían a la Unión Soviética, «para conseguir sus anhelos de hegemonía en el mundo», tal como se explicaba en un artículo publicado en Nuestra Bandera con el significativo título de «Hagamos de toda España un gran frente contra Franco y contra Hitler». En consecuencia el PCE propuso el 1 de agosto de 1941 la formación de una «Unión Nacional de todos los españoles contra Franco, los invasores italo-germanos y los traidores» que aglutinaría a todos los españoles sin distinciones, por lo que el llamamiento también iba dirigido a los militares monárquicos y a todos los elementos conservadores que quisieran apartarse de la política franquista.
El primer fruto de esta nueva doctrina fue la Unión Democrática Española (UDE), constituida en México en febrero de 1942 e integrada por el PCE y los sectores «negrinistas» del PSOE y la UGT, de Izquierda Republicana (IR), la Unión Republicana (UR), el Partido Republicano Federal (PRF) y la Unió de Rabassaires —por su parte los comunistas catalanes del PSUC formaron en mayo su propia UDE con el nombre de Aliança Nacional de Catalunya (ANC)—. Pero en septiembre de 1942 el PCE dio un nuevo giro a su política al hacer público un manifiesto en el que ya no se mencionaba ni el gobierno de Juan Negrín ni la Constitución de 1931 y en su lugar se proponía la celebración de «elecciones democráticas» para constituir una «asamblea constituyente que elabore la carta constitucional que garantice la libertad, la independencia y la prosperidad de España». Según Hartmut Heine, este nuevo viraje respondía a la política de Stalin de considerar a la península ibérica «como parte indiscutible de la esfera de influencia de Occidente o, mejor dicho, de Inglaterra». Juan Negrín respondió rompiendo con los comunistas, lo mismo que los republicanos refugiados en Gran Bretaña. Así en febrero de 1943 la UDE se disolvió. Sin embargo, los socialistas y los republicanos «negrinistas», a diferencia del propio Negrín, no rompieron completamente sus vínculos con el PCE.

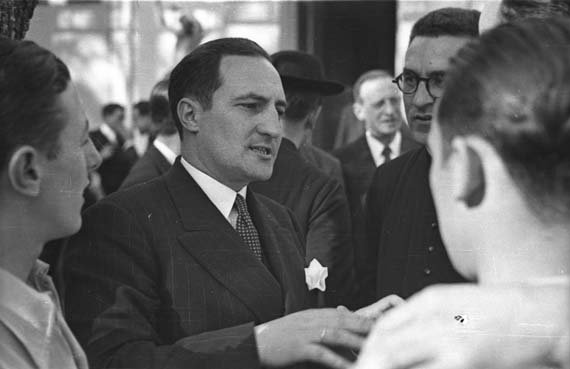
El lehendakari Aguirre en el exilio francés (abril de 1939).

En cuanto a los dos gobiernos autónomos, el gobierno de Euskadi siguió actuando en el exilio francés, pero la invasión alemana obligó al lehendakari José Antonio Aguirre a esconderse durante más de un año en Bélgica y en Berlín. Mientras tanto Manuel de Irujo, refugiado en Londres, fue quien asumió el liderazgo del nacionalismo vasco, y el 11 de julio de 1940 creó el Consejo Nacional de Euzkadi (CNE), que adoptó un programa claramente independentista, rechazando el Estatuto de Autonomía del País Vasco de 1936 aprobado por las Cortes republicanas. En cuanto José Antonio Aguirre reapareció —consiguió un pasaporte que le permitió abandonar Alemania y llegó a Argentina a finales de 1941— retomó la dirección del nacionalismo vasco y desautorizó el proyecto independentista de Irujo, aunque mantuvo como condición ineludible para la participación del PNV en cualquier organismo de la oposición antifranquista el reconocimiento del derecho de autodeterminación para Euskadi.
En cuanto al gobierno catalán, el presidente de la Generalidad Lluís Companys fracasó en su intento de formar uno nuevo en el exilio así que optó por nombrar un Consell Nacional de Catalunya integrado por personalidades relevantes de la vida pública y bajo la presidencia de Pompeu Fabra. Tras la capitulación de Francia ante los alemanes Companys fue detenido y entregado a las autoridades franquistas. Fue sometido a un consejo de guerra sumarísimo que lo condenó a muerte siendo fusilado en el castillo de Montjuic el 15 de octubre de 1940. La presidencia de la Generalitat la asumió entonces el vicepresidente segundo del Parlamento de Cataluña Josep Irla.

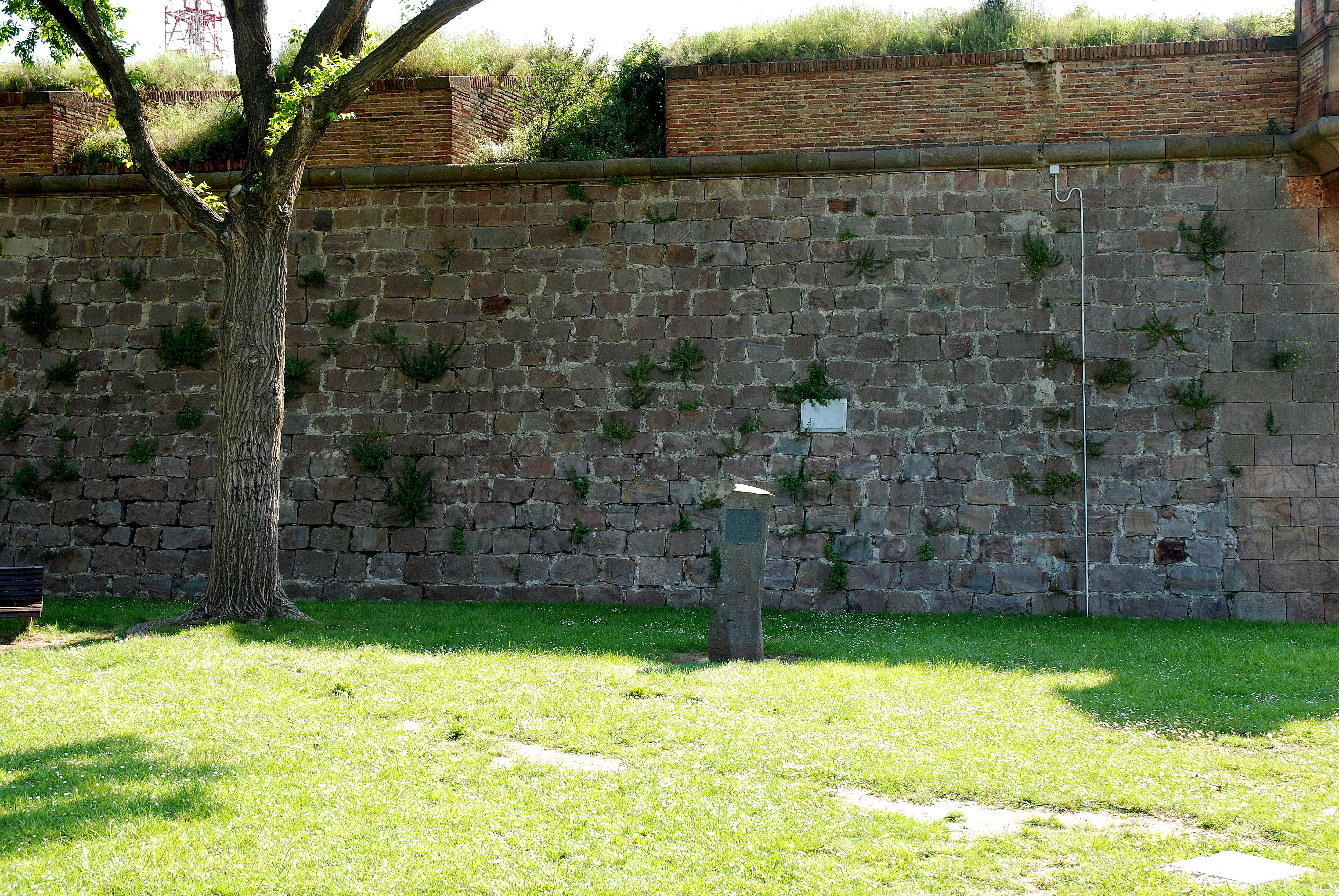
Paredón del castillo de Montjuic donde fue fusilado el president Companys el 15 de octubre de 1940.

Un mes y medio antes de la ejecución de Companys, se había constituido en Londres otro Consell Nacional de Catalunya (CNC), presidido por Carles Pi i Sunyer, y que al igual que el Consejo Nacional de Euzkadi reivindicó la independencia de Cataluña, integrada en una confederación ibérica formada por cinco o seis estados soberanos, y rechazó, por tanto, el Estatuto de Autonomía de Cataluña de 1932 y la Constitución republicana del que emanaba. El CNC fue reconocido como máxima autoridad política catalana en el exilio por las Comunidades Catalanas que se formaron en diversos países latinoamericanos, de las que la principal era la Comunitat Catalana de México, que también apoyaron su propuesta independentista. También fue reconocido por el Front Nacional de Catalunya, fundado a finales de 1939, y que era la única organización nacionalista catalana que desarrollaba una actividad clandestina en el interior.
Sin embargo, la unidad del nacionalismo catalán duró poco tiempo. En cuanto Esquerra Republicana de Catalunya (ERC) y Acció Catalana Republicana (ACR) se reorganizaron en el exilio volvieron a defender la vigencia del Estatuto de 1932. El conflicto estalló cuando en el otoño de 1942 llegó a México Miquel Santaló con el mandato del president Josep Irla de constituir una delegación de la Generalitat con el rango de gobierno catalán en el exilio, lo que chocaba frontalmente con el CNC que desde su fundación se había presentado como gobierno de facto de Cataluña. Así ninguno de sus miembros se integró en la delegación de la Generalitat.

### La oposición antifranquista del interior
En el interior de España las dos primeras organizaciones del bando derrotado que se reorganizaron fueron la CNT y el PCE, probablemente porque, a diferencia de las demás, tenían experiencia sobre el activismo clandestino, aunque en los últimos meses de la guerra civil ninguna de las dos había previsto nada para realizar esa tarea. Como reconoció la dirigente comunista Dolores Ibárruri: «Ni imprentas clandestinas, ni papel, ni radio, ni dinero, ni casas, ni organización ilegal. Nada habíamos preparado». Y lo hicieron en unas condiciones muy duras: «en un ambiente marcado por el hambre y las enfermedades, con miles de personas en la cárcel o a la espera de su ejecución, mientras otros hacían desaparecer los trazos de su pasado republicano para evitar su detención y donde la mayor parte de la población dependía para su subsistencia del estraperlo, aumentando así su vulnerabilidad ante las presiones del estado». En ambos casos su actividad clandestina se centró en ayudar a sus militantes encarcelados y a sus familias, proporcionándoles dinero y buscando la manera de liberarlos o de reducirles la pena, y en dar cobijo a los perseguidos por la policía. Estas tareas fueron realizadas principalmente por las mujeres y por las secciones juveniles de ambas organizaciones (JSU, FIJL) debido a que la gran mayoría de los hombres adultos estaban en la cárcel o se habían exiliado, y también a que los primeros liberados de los campos de concentración franquistas fueron los menores de edad.

#### La Alianza Democrática Española
La primera organización unitaria de la oposición al franquismo fue la Alianza Democrática Española (ADE), cuyos orígenes se remontan a una iniciativa promovida en diciembre de 1939 por un grupo de exiliados republicanos españoles en Burdeos. En el verano de 1940 se formó en Londres el directorio, o junta delegada, de la ADE, encabezada por el coronel Segismundo Casado, y de la que formaban parte el liberal Salvador de Madariaga, el socialista Wenceslao Carrillo y el cenetista Juan López Sánchez. En realidad, «la ADE apenas era otra cosa que la fachada para las actividades de los servicios secretos británicos de información y sus colaboradores españoles en el interior». De ahí que en sus manifiestos se aludiera muy poco a la represión franquista y que se ocuparan sobre todo del apoyo a los democracias occidentales en su lucha contra las potencias fascistas, en un momento en que parecía inminente la entrada en la guerra de la España franquista del lado de estas.
La policía franquista logró infiltrarse en la organización y detuvo a unas 200 personas en Valencia, Sevilla, Madrid, La Coruña y Zaragoza. El 8 de noviembre de 1941 fueron juzgadas en Valencia 32 de ellas, para las que el fiscal José Solís Ruiz, futuro ministro de Franco, pidió 30 sentencias de muerte, de las que el tribunal militar concedió diez —el 18 de noviembre fueron fusilados en Paterna tres de los condenados—. Tras la invasión de Francia la red de agentes de la ADE, que funcionaba desde el Midi, se desmanteló, excepto el grupo Ponzán, que llevaba el nombre de su líder, Francisco Ponzán Vidal, y que más tarde se transformaría en el famoso «Reseau Pat O'Leary», una red de evasión de militares aliados, de miembros de la Resistencia y de judíos a través de los Pirineos, para después llevarlos a Gibraltar o a Lisboa. Tras la caída de Francia la política británica respecto a España cambió y la ADE y su junta delegada dejaron de ser útiles, por lo que a finales de 1940 habían dejado de existir.

#### Los anarquistas
La primera actividad clandestina del Movimiento Libertario la desarrolló la FIJL en Madrid durante las primeras semanas de la posguerra gracias a que uno de sus miembros, apellidado Escobar, se había infiltrado en la II Bandera de Falange del Puente de Vallecas, consiguiendo impresos de certificados de buena conducta y de declaraciones de haber pertenecido a la «quinta columna», que rellenados con los nombres pertinentes permitieron la liberación de varios anarquistas del campo de concentración de Albatera.
Una de las personas que recobró la libertad gracias a estos documentos fue Esteban Pallarols, quien inmediatamente se puso en contacto con tres dirigentes libertarios que se encontraban escondidos en Valencia. Los cuatro constituyeron la junta nacional del Movimiento Libertario y su primera actividad fue falsificar documentos que permitieron liberar más presos anarquistas del campo de Albatera y de otros campos de Valencia, que rápidamente fueron trasladados a Barcelona y de allí a Francia. Para encubrir los viajes Pallarols creó la empresa fantasma Frutera Levantina oficialmente dedicada al transporte de fruta desde Valencia a otras partes de España. La tarea de crear los enlaces en Cataluña y en el sur de Francia se la encomendó a Génesis López y Manuel Salas, ambos recientemente liberados del campo de Albatera, quienes contactaron en Nimes con varios miembros del Movimiento Libertario. Después López fue conducido a París donde se entrevistó con el secretario general del consejo nacional de CNT, Germinal Esgleas, su compañera Federica Montseny, y algunos libertarios más. Pero López sólo consiguió una cantidad insignificante de dinero, 10.000 francos, que sirvieron únicamente para financiar el pase a Francia de quince personas.
Cuando López llegó a Barcelona se enteró de que Pallarols había sido detenido en Valencia por la policía franquista junto con otros compañeros. Once de los detenidos fueron juzgados años más tarde en Valencia, siendo condenados a largas penas de prisión. En una causa separada Pallarols fue condenado a 18 años de cárcel, pero «alguien en el aparato judicial debió haber opinado que se había obrado con demasiados miramientos» y volvió a ser juzgado, siendo acusado esta vez de unos supuestos crímenes anteriores, y fue condenado a muerte —fue fusilado el 18 de julio de 1943—. Tras la detención de Pallarols se formó un nuevo comité nacional encabezado por Manuel López López, pero éste dimitió al poco tiempo a causa de la tuberculosis que había contraído durante su estancia en el campo de Albatera, siendo sustituido por Celedonio Pérez Bernardo.
La policía franquista también logró acabar con parte del grupo de Madrid de la FIJL. Hacia finales de febrero de 1940 fueron detenidos 33 de sus componentes y los depósitos de armas desmantelados. El joven Escobar fue entregado a la II Bandera de Falange cuyos miembros se lo llevaron a un descampado de las afueras donde lo ahorcaron. Se salvó porque un campesino cortó la soga después de que los falangistas se marcharan creyendo que estaba muerto.
A principios de 1941 fue detenido por la policía Celedonio Pérez Bernardo, siendo juzgado en septiembre del año siguiente y condenado a treinta años de cárcel. Le sustituyó Manuel Amil Barcia, pero éste, acechado por la policía, tuvo que abandonar Madrid para refugiarse en Andalucía, por lo que las funciones del comité nacional fueron asumidas por la organización de Madrid encabezada por Eusebio Azañedo, quien entró en contacto con la CNT de Valencia, que se había reorganizado, y con la de CNT de Cataluña, cuya situación era menos brillante y bastante confusa debido a la existencia de dos comités regionales, uno mayoritario anarcosindicalista y otro minoritario partidario de ceñirse a las actividades sindicales que no excluían la participación en la CNS franquista, e integrado por antiguos militantes del Partido Sindicalista, y del que formaba parte Eliseo Melis, de quien se sospechaba que era un confidente de la policía franquista. Precisamente las informaciones que proporcionó Melis a la policía condujeron a la detención de Acebedo en Madrid en el verano de 1943, por lo que Amil volvió a la capital para hacerse cargo de nuevo de la secretaría general del comité nacional. Fue refrendado en una reunión clandestina que se celebró en las afueras de Madrid y en la que Gregorio Gallego fue elegido el primer secretario general de las FIJL desde el final de la guerra.

#### Los comunistas
La primera actividad del Partido Comunista de España tras el final de la guerra fue crear un comité en el campo de concentración de Albatera que logró ponerse en contacto con una red de evasión que desde el otoño de 1938 funcionaba en el norte de España, integrada fundamentalmente por mujeres, para que los que lograran escapar del campo pudieran pasar a Francia. De esta forma lograron cruzar la frontera varios cuadros medios y altos del PCE que no habían sido evacuados en los momentos finales de la guerra, como Jesús Larrañaga, Manuel Asarta, Casto García Roza, Manuel Cristóbal Errandonea, Félix Llanos o Encarnación Fuyola Miret, entre otros. La red funcionó hasta septiembre de 1939 en que fue desarticulada por la policía franquista, siendo detenidos más de un centenar de sus componentes.
La primera organización del partido que se constituyó en la clandestinidad fue en Madrid donde nada más acabar la guerra se formó un comité provincial encabezado por Matilde Landa e integrado por varias militantes más, algunas de ellas jóvenes pertenecientes a las JSU. Su actividad principal se concentró en contactar con otros miembros del partido y en crear una red de ayuda a los militantes encarcelados y a sus familias en la que participaron un centenar de miembros de ambos sexos de las JSU, que intentó ser reorganizada por José Peña Barea, antiguo director del órgano de las JSU Ahora, y por Sinesio Cesada. Sin embargo, la policía había conseguido los ficheros de las JSU por lo que pronto comenzaron los arrestos. A algunos de los detenidos se les acusó sin ninguna prueba de haber estado preparando un atentado contra el general Franco para el Desfile de la Victoria que se celebraría el 19 de mayo, por lo que un tribunal militar los sentenció a muerte y fueron fusilados.

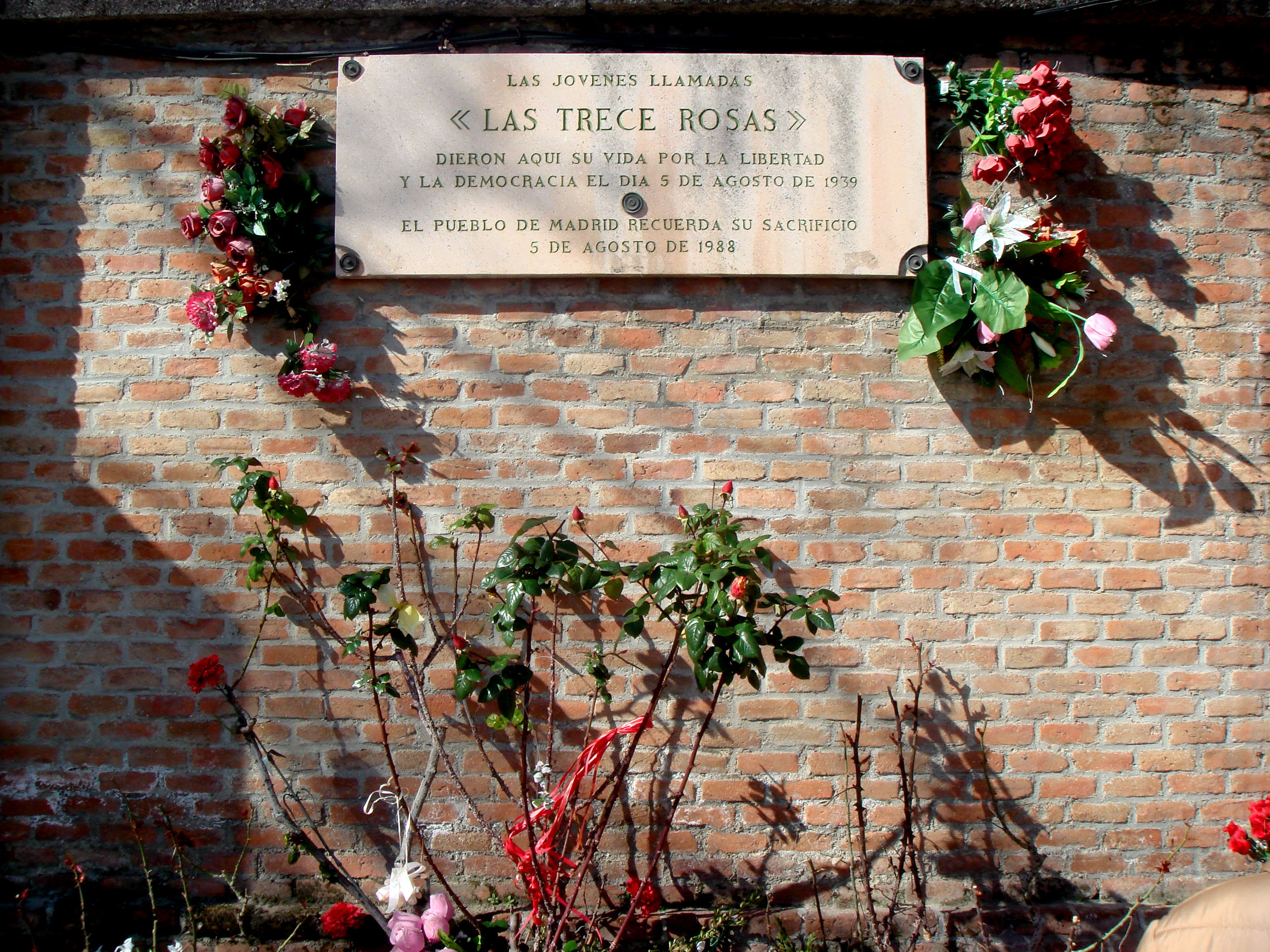
Monumento a las Trece Rosas, en el cementerio de la Almudena de Madrid.

Otros miembros de las JSU fueron acusados de estar implicados en el atentado contra el coche donde viajaba el comandante Isaac Gabaldón, acompañado de su hija y el chófer, cuando el 27 de julio circulaba por la carretera de Extremadura cerca de Talavera de la Reina. El comandante Gabaldón, que murió en el atentado, era un antiguo miembro de la «quinta columna» franquista de Madrid y en aquel momento desempeñaba un cargo importante en el aparato represivo franquista pues estaba encargado del «Archivo de la masonería y comunismo» que suministraba documentación a los fiscales militares en los consejos de guerra contra los partidarios de la República, de ahí que el régimen interpretara su muerte como un «desafío de un adversario al que creía totalmente aniquilado, y decidió castigar a los verdaderos o supuestos responsables de un modo ejemplar». Aunque todo parecía indicar que había sido obra de algún grupo de antiguos soldados de la República, o de huidos, —no era la primera vez que se producía un atentado contra un vehículo en marcha en los alrededores de Madrid—, el régimen lo atribuyó a una supuesta red comunista de grandes dimensiones. Un primer consejo de guerra sumarísimo se celebró el 4 de agosto de Madrid, resultando condenados a muerte 65 de los 67 acusados, todos ellos miembros de las JSU, siendo fusilados al día siguiente 63. El 7 de agosto fueron fusilados un número indeterminado de hombres condenados en otro juicio, y pocos días más tarde fueron condenadas 24 personas más —fueron fusiladas 21, salvándose tres jóvenes «porque el régimen había empezado a temer que el caso pudiera crear un eco desfavorable para la nueva España en el extranjero»—. Los fusilamientos saltarían más tarde a la prensa internacional porque entre los primeros 63 ejecutados se encontraban trece mujeres jóvenes, algunas menores de edad, que serían conocidas como «Las trece rosas». Una hija de madame Curie promovió una campaña de protesta en París que tuvo un gran impacto en Francia, a pesar de lo cual el régimen franquista no detuvo su espiral represiva —se estima que la mayoría de las 364 personas que fueron detenidas por el atentado contra el comandante Gabaldón fueron fusiladas—. Matilde Landa también fue detenida, así como Enrique Sánchez y José Cazorla que había constituido la primera «delegación del comité central», el término empleado para referirse a la dirección comunista clandestina del interior de España. Los tres fueron condenados a muerte. Sánchez y Cazorla fueron fusilados el 8 de abril de 1940, mientras que Landa vio conmutada su pena por 30 años de cárcel, pero a mediados de 1942 no pudo soportar más la presión psicológica a que le sometían las guardianas y la dirección de la prisión de Palma de Mallorca y se suicidó. «Así terminó la primera tentativa del PCE de dotarse de una dirección en la clandestinidad franquista».
La segunda tentativa estuvo encabezada por Heriberto Quiñones, un agente de la Komintern que había llegado a España en 1930 expulsado por las autoridades francesas bajo el nombre de Yefin Granowdiski (en Gijón fue donde consiguió una partida de nacimiento a nombre de Heriberto Quiñones, nacido en 1907). Quiñones llegó a Madrid en mayo de 1941 procedente de Valencia, donde se había escondido tras escapar del Campo de Albatera. Allí formó el comité del interior presidido por él y del que también formaban parte Luis Sendín, antiguo miembro de la redacción Mundo Obrero y excomisario de la agrupación de carros blindados , y que había conocido a Quiñones en Valencia, y Julio Vázquez —este último fue detenido por la policía el 16 de julio, siendo sustituido por Realino Fernández López Realinos, del Partido Comunista de Euskadi—. Este comité asumió la dirección del PCE en la clandestinidad y determinó su línea política hasta que no lograra contactar con el buró político del exilio. Desconociendo las nuevas directrices acordadas por el PCE en el otoño de 1939 tras la firma del pacto germano-soviético, el comité que pasó a llamarse «buró político central» —y al que se incorporaron tres miembros más: Calixto Pérez Doñoro, Luciano Sadaba Urquía y Jesús Bayón— decidió continuar con la política de «unión nacional» establecida por el pleno del PCE en mayo de 1938 que consistía en atraer al campo republicano a los monárquicos y conservadores descontentos con el predominio de la Falange y de las potencias fascistas en el bando sublevado. Al mismo tiempo el comité logró contactar con prácticamente todos los núcleos del partido de las diversas provincias, «poniendo con ello los cimientos de una estructura organizativa que, habida cuenta de las condiciones en que se movían, cabe calificar como impresionante».
En la primavera de 1941 la dirección del PCE en México —formada por Vicente Uribe, Antonio Mije y Pedro Checa— decidió enviar a España a varios cuadros del partido para hacerse cargo de la organización en el interior. Se trataba de Jesús Larrañaga, Manuel Asarta y Eduardo Castro que llegaron a Lisboa el 19 de mayo de 1941, a los que unieron Eladio Barreiro, Jesús Gago, Jaime Girabau e Isidoro Diéguez Dueñas. Este último era el cuadro más destacado de este «grupo de Lisboa» y llevaba una instrucciones muy precisas elaboradas por la dirección de México que incluían la nueva política del PCE, derivada del pacto germano soviético, que definía a la Segunda Guerra Mundial como una guerra imperialista en la que el pueblo español no debía tomar partido por ninguno de los dos bandos en conflicto, a pesar del alineamiento de Franco con las potencias del Eje. Además se proponían medidas que desconocían la realidad española de aquellos momentos, como la de «introducir en los puestos de dirección o de mando [de la Falange] a elementos cuya misión especial será la de ayudar al partido en misiones especiales».
A mediados de septiembre fueron detenidos por la policía los dos emisarios del «grupo de Lisboa» que servían de enlaces con Quiñones, Eleuterio Lobo y María del Carmen García, y como resultado de la misma la policía portuguesa detuvo en las semanas siguientes al «grupo de Lisboa», cuyos miembros fueron entregados a las autoridades españolas, y la policía española a varios comunistas gallegos y a Luis Sendín, el principal colaborador de Quiñones. Los documentos incautados a este último permitieron a la policía detener a unos doscientos militantes comunistas de diferentes regiones y a la dirección clandestina del interior —sólo lograron escapar Calixto Pérez Doñoro y Jesús Bayón—. Quiñones fue detenido el 30 de diciembre de 1941 en la madrileña calle de Alcalá junto con Ángel Garvín, que había ocupado el puesto de Realinos —detenido con anterioridad— en el «buró político central». De esta forma quedó desmantelado el segundo intento de reconstrucción del PCE del interior, «embestida de la que tardaría unos dos años en recuperarse». El régimen franquista respondió con extrema dureza a este nuevo desafío a su autoridad. Todos los miembros de la dirección interior capturados fueron condenados a muerte y fusilados, así como todos los miembros del «grupo de Lisboa», excepto Eduardo Castro que moriría en la cárcel en 1947. Quiñones fue fusilado el 2 de octubre de 1942 cerca del cementerio del Este sentado en una silla porque no se tenía de pie a causa de las torturas que había sufrido durante los meses que permaneció en la sede de la Dirección General de Seguridad en Madrid. Junto a Quiñones fueron fusilados Luis Sendín y Ángel Garvín.

La reacción de la dirección del PCE en el exilio ante este desastre —«Isidoro Diéguez fue el cuadro más alto del partido clandestino que jamás caería en manos de la policía franquista»— fue acusar a Quiñones de ser un traidor que había delatado a la policía a sus compañeros del «grupo de Lisboa». A esta gravísima acusación se sumó la de «trosquista» —el peor calificativo que podía recibir un comunista en los tiempos de la ortodoxia estalinista— por no haber seguido la «política correcta» acordada por el partido, aunque no fue hasta siete años después cuando la dirección del PCE difundió el término «quiñonismo» y lanzó durísimos e infames ataques contra él y sus colaboradores. Santiago Carrillo escribió en 1950 un artículo sin firma en Nuestra Bandera en el que decía que Quiñones había dado entrada en su grupo dirigente a «agentes de la policía como el traidor Ibáñez, que es convertido por él en responsable de organización», cuando lo cierto fue que las informaciones que Agustín Ibáñez dio a la policía fueron obtenidas mediante tortura.
Tras la caída de Quiñones Jesús Bayón, antiguo colaborador de éste, asumió la dirección comunista en el interior de la que también formaron parte otros antiguos «quiñonistas» que habían conseguido eludir las detenciones, como Calixto Pérez Doñoro. En junio de 1942 Bayón fue sustituido por Jesús Carreras, enviado por la dirección del PCE en Francia, cuya influencia se hizo notar cada vez más en la organización del interior gracias a la labor de Jesús Monzón y de su adjunto Gabriel León Trilla que habían reconstruido el PCE en el Midi francés, entonces bajo el régimen colaboracionista de Vichy, y cuyo órgano de prensa, editado a partir de agosto de 1941 de forma clandestina, llevaba el significativo título de La Reconquista de España. Pero en febrero de 1943 Carreras, delatado por un confidente de la policía, fue detenido en Madrid y torturado, y tras él el resto de la dirección nacional en Madrid, incluidos Bayón y Pérez Doñoro, y un número importante de militantes comunistas en activo, así como la plana mayor de las JSU. Por segunda vez en menos de dos años el PCE vio desmantelada su organización en el interior, aunque los detenidos se salvaron de recibir el duro castigo que sufrieron Quiñones y sus colaboradores por el cambio de la situación internacional que supuso la caída de Mussolini en julio de 1943. En el consejo de guerra que se celebró el 19 de septiembre de 1944 contra 27 de los detenidos —cuatro de los cuales, entre ellos Bayón y Pérez Doñoro, habían conseguido escapar de la prisión; Carreras no pudo acompañarles porque había quedado cojo a consecuencia de las torturas— sólo fue condenado a muerte Carreras, que fue fusilado el 16 de enero de 1945. A Carreras lo sustituyó Manuel Gimeno, también enviado por la dirección del PCE en Francia.
Poco después de la llegada de Carreras a Madrid en junio de 1942 la dirección en Francia envió a Pelayo Tortajada a Barcelona para hacerse cargo del PSUC, cuya dirección acababa de ser desmantelada por la policía franquista por segunda vez desde el final de la guerra —en la primera, febrero de 1940, su secretario provisional Alejandro Matos se suicidó en las dependencias policiales de Vía Layetana para evitar seguir siendo torturado, y el resto de sus miembros fueron condenados a muerte, y dos de ellos fusilados—. Pero Tortajada fue detenido al poco tiempo y con él 17 miembros de la JSU de Barcelona. Todos ellos fueron conducidos a Vía Layetana donde fueron salvajemente torturados —uno desesperado se abalanzó sobre un guardia que lo mató de un disparo; otro se suicidó—. Tortajada fue condenado a muerte y fusilado. Otro de los dirigentes del PSUC, Vicente Peñarroya, fue abatido a tiros por la policía tras dispararle en una pierna al comisario que dirigía el operativo organizado para detenerle en una casa de comidas. En agosto de 1943 asumió la dirección del PSUC el exmaquisard Andrés Paredes Vidal, encargándose otro exmaquisard, Tomás Tortajada, de Catalunya, órgano de expresión de la Aliança Nacional de Catalunya en el interior.

#### Los socialistas
Los socialistas tardaron mucho más en reorganizarse que los anarquistas y los comunistas y durante los primeros años de la posguerra el movimiento socialista quedó limitado a pequeños núcleos, desconectados entre sí. El primero que se reconstituyó fue el del País Vasco gracias al trabajo clandestino de Nicolás Redondo Blanco y de Ramón Rubial. En Asturias, donde la represión fue más fuerte debido a la mayor presencia de la Guardia Civil y del Ejército que combatían al maquis, no se constituyó su primer comité provincial hasta 1944. En Madrid se formó un tercer núcleo socialista gracias al impulso de Sócrates Gómez, que había presidido durante la guerra las reconstituidas Juventudes Socialistas ante la deriva comunista que habían adoptado las Juventudes Socialistas Unificadas (JSU). Gómez acabó siendo detenido por la policía y condenado a treinta años de cárcel, pero la organización madrileña logró sobrevivir a su arresto. Le sustituyó Julio Méndez, pero Gómez retomó de nuevo la dirección en 1943 tras ser indultado.

#### El nacimiento de la guerrilla antifranquista: elmaquis

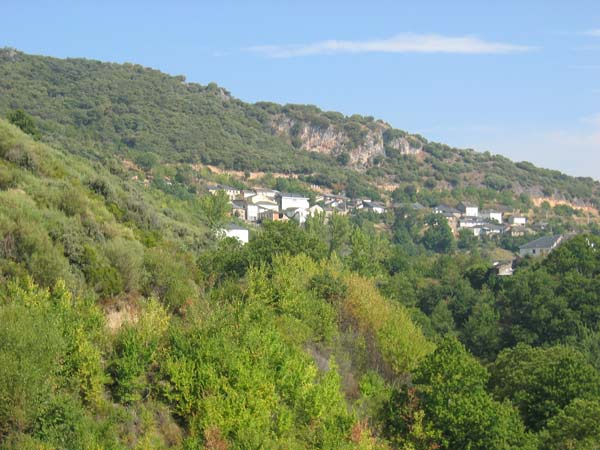
Vista de Sobredo, en el municipio de Sobrado, comarca de El Bierzo. En octubre de 1943 aquí tuvo lugar un enfrentamiento entre guerrilleros y fuerzas del orden, en el que murieron dos miembros de la Guardia Civil.

Al finalizar la guerra civil existían grupos de huidos que se habían «echado al monte» para evitar la represión franquista y que para sobrevivir cometían atracos a tiendas o a personas adineradas, lo que alimentaba la propaganda franquista que los consideraba simples delincuentes o bandoleros.
La primera organización guerrillera de posguerra fue la Federación de Guerrillas de León-Galicia fundada en abril de 1942. Surgió de las conversaciones mantenidas entre un grupo de huidos socialistas asturianos que habían fracasado en su intento de escapar a Portugal y otros grupos de huidos que actuaban en el área montañosa del oeste de las provincias León y de Zamora y del este de la provincia de Orense y sudeste de la de Lugo. En su Congreso fundacional participaron socialistas, anarquistas y comunistas, además de huidos sin una adscripción política concreta, por lo que tuvo un carácter pluralista y unitario, que el resto de agrupaciones guerrilleras fundadas posteriormente no tuvieron ya que estuvieron vinculadas al Partido Comunista de España. En cuanto a sus objetivos la Federación estableció como prioritaria la supervivencia porque asumía que la lucha guerrillera no podría derribar ella sola la dictadura franquista y que ésta caería únicamente mediante una intervención de los aliados en España.
Las primeras bajas que tuvo la Federación se produjeron el 6 de agosto de 1942 cuando cinco guerrilleros murieron cerca de El Barco de Valdeorras en un escaramuza con las fuerzas de orden público, enfrentamientos que se incrementaron al año siguiente —en los que murieron 5 guerrilleros, 1 policía armada, 2 guardias civiles y 3 civiles por represalias de estos últimos—.

## Renacimiento y búsqueda de la unidad (1943-1945)
Entre los que se oponían al régimen franquista, tanto en el interior como en el exilio, existía la convicción de que la victoria de los aliados en la Segunda Guerra Mundial supondría el fin de la dictadura franquista. En la ciudad de Valencia había personas que se acercaban a los consulados de Estados Unidos y de Gran Bretaña en busca de noticias. Una de ellas relató en 1999 que la policía los esperaba a la salida y los detenía:

Lo primero que hacían es que te pegaban de palos hasta que te hinchaban y luego te decían que tú a ver con quién vivías y qué es lo que hacías. Esto era... era muy duro aquello. Y claro, pues nos alegrábamos de cualquier derrota de los nazis, al menos la inmensa mayoría de la gente, porque esperábamos que apenas se terminase aquello iba a terminarse el franquismo.

### La ofensiva de los monárquicos
Ante el cambio de signo de la guerra mundial —a principios de febrero de 1943 había concluido la batalla de Stalingrado con la rendición de las tropas alemanas sitiadas—, don Juan de Borbón envió una carta al general Franco a principios de marzo de 1943 en la que le pedía que preparara «el tránsito rápido a la Restauración» de la Monarquía antes de la previsible victoria aliada, alertándole de los «riesgos gravísimos a que expone a España el actual régimen provisional y aleatorio». «Apremia adelantar lo más posible la fecha de la restauración y ello sin recurrir a fórmulas intermedias cuya introducción se susurra, y cuyo resultado sería el de desvirtuar la eficacia de la Monarquía». Añadía que la Monarquía no podía convertirse en el remate final de la «obra revolucionaria que [Franco] se había propuesto realizar» sino que era un punto de partida.
Franco tardó dos meses en responder y cuando lo hizo negó que su régimen fuera «provisional» y ya no disimuló su creciente irritación con don Juan. La carta llevaba fecha del 27 de mayo y en ella le decía que su misiva le había producido «hondísima inquietud» porque le veía «desviado de la posición que corresponde a un príncipe que aspira a reinar por la vía natural de acuerdo con la voluntad del que ejerce la potestad actualmente y en continuación de la gran obra política que nuestra cruzada hizo posible». Finalmente le dijo a don Juan que era él quien decidiría si su aspiración a ser rey se cumpliría o no:

Yo, cuando escribo no puedo prescindir de hacerlo como Jefe de Estado que se dirige al pretendiente al trono de la misma nación y considero recordaros esta situación por veros desviado de la posición que corresponde a un príncipe que aspira a reinar por la vía natural (semejante a la del príncipe heredero), de acuerdo con la voluntad del que ejerce la potestad actualmente y la continuación de la gran obra política que la Cruzada hizo posible.

El 15 de junio 27 procuradores de las Cortes franquistas le dirigieron a Franco un escrito en el que en un tono adulatorio —«casi servil»— le animaban a «coronar su misión» restaurando la Monarquía. La respuesta del Caudillo —«Generalísimo de los Ejércitos y artífice de la Victoria», le llamaban en el escrito— fue destituirlos a todos de los cargos oficiales que ostentaban y mandar detener al promotor de la carta, el marqués de la Eliseda. Otro de los promotores —considerado también como el autor material del escrito— Francisco Moreno Zulueta, conde de los Andes, fue desterrado a la isla de la Palma.
El también llamado Manifiesto de los Veintisiete —copias del cual circularon por Madrid y otras ciudades— lo firmaban destacadas personalidades del régimen. Entre otros, el duque de Alba —embajador en Londres—, Juan Ventosa, el coronel y exministro Valentín Galarza, Pablo Garnica, José Yanguas Messía, Pedro Gamero del Castill, Alfonso García Valdecasas, Manuel Halcón, Antonio Goicoechea, Luis Alarcón de la Lastra, el almirante Manuel Moreu, el ex-vicesecretario general de FET y de las JONS Juan Manuel Fanjul, Alfonso de Zayas de Bobadilla, Antonio Gallego Burín, Jaime de Foxá o el capitán general de Andalucía Miguel Ponte marqués de Bóveda de Limia. Los firmantes repetían los argumentos expuestos en la carta del 8 de marzo por don Juan de Borbón. Le volvían a decir que su régimen —un «régimen personal sin definición institucional precisa»— no sobreviviría a la victoria de los aliados, por lo que le urgían a que diera paso a la Monarquía. Sin embargo, en el manifiesto no se mencionaba a don Juan como la persona sobre la que debía recaer la continuidad de «nuestra tradición histórica».
Franco estaba convencido de que detrás del manifiesto monárquico estaban los aliados por lo que la prensa inició una campaña a favor del Eje que provocó que el embajador norteamericano Hayes protestara ante el ministro Gómez Jordana.
En el discurso pronunciado ante el Consejo Nacional de FET y de las JONS el 18 de julio el general Franco replicó al Manifiesto de los Veintisiete, sin nombrarlo, al rememorar «los últimos y oprobiosos días de la Monarquía liberal», y al añadir a continuación que «sólo un régimen de unidad y autoridad puede salvar a España» del «peligro comunista [que] cobra más fuerza cada día». Asimismo denunció a los burgueses y conservadores pusilánimes que no comprendían «nuestra revolución». Ese mismo día el general Franco había remitido un documento a los ocho capitanes generales, redactado por él mismo con la ayuda de Carrero Blanco, en el que les advertía de la existencia de una supuesta conspiración para crear disensiones entre el Ejército y su Generalísimo y en el que denunciaba los peligros de apoyar la restauración de la monarquía liberal pues eso sería abrir la puerta al dominio comunista.
La caída de Mussolini el 25 de julio de 1943 y el armisticio entre Italia y las fuerzas armadas aliadas del 3 de septiembre, causó un enorme impacto en el régimen franquista y dio un nuevo impulso a la causa monárquica . El 2 de agosto don Juan envió un telegrama al general Franco conminándole a que abandonara el poder y que diera paso a la Monarquía «porque no hay tiempo que perder», lo sucedido en Italia «puede servirnos de aviso»:

Sólo una manera hay de conjurar todos los peligros: la inmediata instauración de la Monarquía que, por no haber intervenido en los asuntos de España durante este trágico período, se halla capacitada de manera providencial para ejercer una acción conciliadora y constructiva, dentro y fuera de las fronteras nacionales. Ésta es la suprema llamada. Si nuevamente resulta en vano, cada uno de nosotros habrá de asumir, sin equívocos, su responsabilidad ante la historia. Si V.E. persiste en mantener inalterables las para mí inadmisibles condiciones a que subordina el advenimiento de la Monarquía, provocando en consecuencia una ruptura definitiva… me obligaría a recurrir al único medio que las circunstancias me dejan: informar a la opinión pública con la plena exposición de los hechos.

El general Franco le contestó inmediatamente mediante otro telegrama en el que le decía a don Juan que las lecciones que se tenían que extraer de lo que había pasado en Italia eran otras, señalando que el «comunismo era el verdadero peligro de Europa» al que «no se le desarma con concesiones. Yerran quienes otra cosa aseguren». Añadiendo a continuación:

La gravedad de vuestro telegrama aconseja, en servicio de la Patria, la máxima discreción en el príncipe, evitando todo acto o manifestación que pueda tender a menoscabar el prestigio y la autoridad del Régimen español ante el exterior, y la unidad de los españoles en el interior, lo que redundaría en daño grave para la Monarquía y especialmente para vuestra alteza.

Por su parte los carlistas enviaron a Franco un manifiesto firmado por diecisiete personalidades de esta corriente política con fecha del 15 de agosto —entre otros Manuel Fal Conde, el conde de Rodezno, José María Lamamié de Clairac, Antonio Iturmendi y Agustín González de Amezúa—, y que le entregó el general Juan Vigón, en el que decían que la Monarquía que había que restaurar no era la liberal sino la tradicionalista.

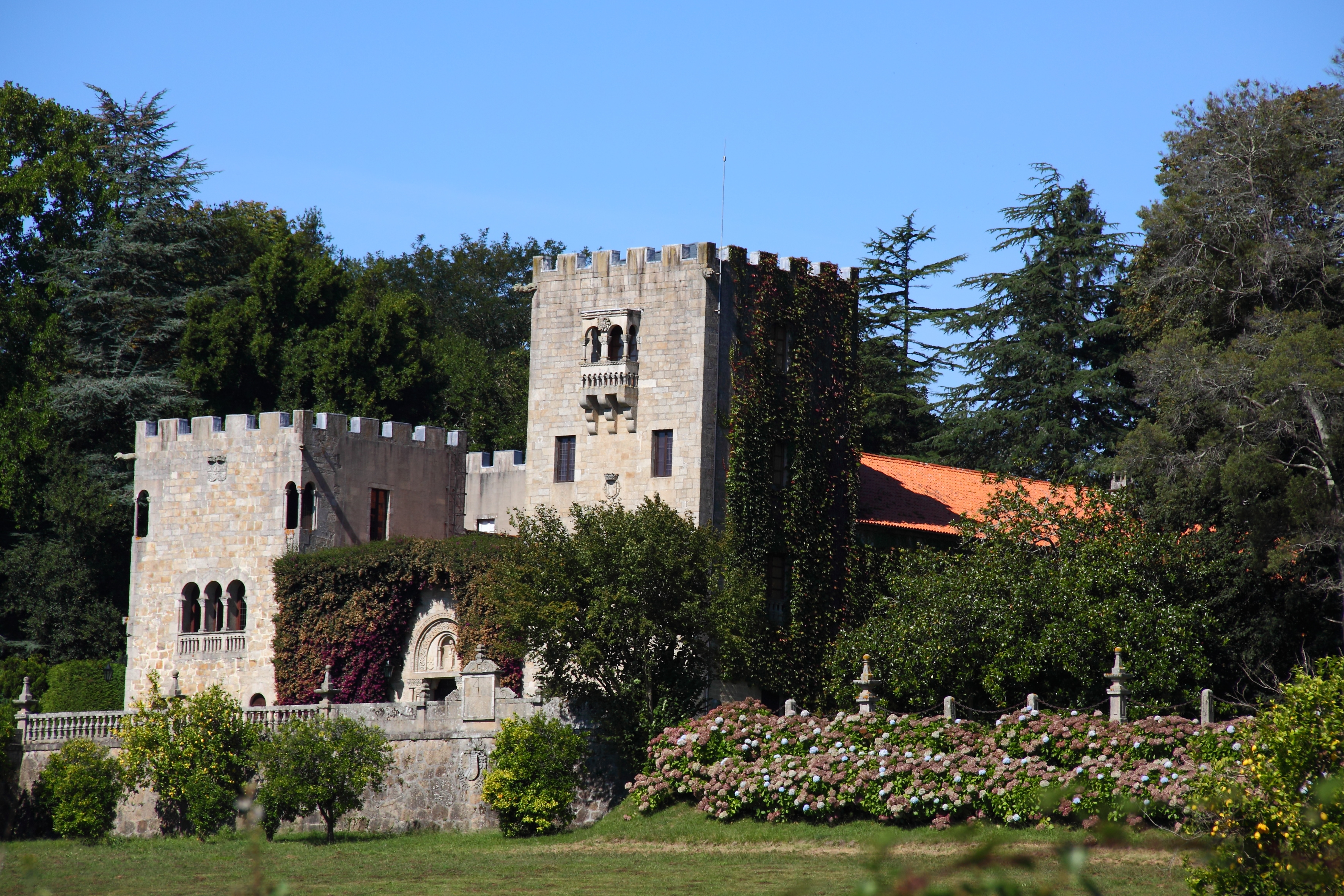
Pazo de Meirás, residencia de verano del Generalísimo Franco.

El momento más crítico se produjo el 8 de septiembre de 1943 cuando el general Franco recibió una carta firmada por ocho de los doce tenientes generales —Luis Orgaz, Fidel Dávila, José Enrique Varela, José Solchaga, Alfredo Kindelán, Andrés Saliquet, Miguel Ponte, José Monasterio— en la que le pedían en un tono muy atento —la carta iba firmada por «unos viejos camaradas de armas y respetuosos subordinados»—  que considerase la restauración de la monarquía —será la única vez en 39 años que la mayoría de los generales le pedían a Franco que renunciara—. Se la entregó el general Asensio, ministro del Ejército, y en ella le decían que «parece llegada la ocasión de no demorar más el retorno a aquellos modos de gobierno genuinamente españoles» y le recordaban veladamente que habían sido ellos los que le habían llevado al poder siete años antes y que su nombramiento como Jefe del Estado había sido mientras durara la guerra civil. También afirmaban que el ejército «constituye hoy la única reserva orgánica con que España puede contar para vencer los trances duros que el destino puede reservarle para fecha próxima».
La idea inicial había sido que la petición la presentara en persona el general Luis Orgaz el mes anterior en una visita al pazo de Meirás, «pero no se atrevió a hacerlo y explicó a sus correligionarios que prefería seguir el cauce reglamentario, esto es, a través del ministro del Ejército, Asensio». En realidad el general Orgaz había estado preparando un golpe de Estado para derribar a Franco, pero se echó para atrás al no contar con el apoyo de la oficialidad inferior al grado de teniente general. Fue entonces cuando él y los otros tenientes generales monárquicos «optaron por la medida menos arriesgada de elevar una petición al Caudillo».
Pero Franco no hizo la más mínima concesión y se limitó a esperar y a situar en los puestos clave a militares fieles a su persona. «Con los generales habló separadamente y sin prisa. Tenía garantías escritas del gobierno británico y del presidente Roosevelt, de modo que no iba a producirse una declaración de guerra de los aliados. Y sin una invasión de la península, ¿qué posibilidades tenía la oposición de derribar el Régimen?». Contaba además con el hecho de que otros generales como Juan Vigón, Gómez-Jordana, Rafael García Valiño, Agustín Muñoz Grandes, Juan Yagüe, José Moscardó o Ricardo Serrador Santés no hubieran firmado la carta, y, sobre todo, con la lealtad de los oficiales de grado medio, de coronel para abajo. También poseía un informe sobre el general Orgaz en el que se le acusaba de corrupción en su gestión como Alto Comisario Español en Marruecos. Cuando habló con los tenientes generales uno por uno sólo Kindelán, Orgaz y Ponte se mantuvieron firmes en su postura, mientras que los otros vacilaron, y el general Saliquet llegó a decirle incluso que le habían presionado para que firmase. «Hacia mediados de octubre de 1943 la tormenta había pasado».
El 28 de septiembre José María Gil Robles, antiguo líder de la CEDA y en aquel momento consejero de don Juan, había escrito una carta desde Estoril al general Asensio en la que le decía que la Monarquía no podía ser «traída de la mano del Generalísimo. Una Monarquía que diera sensación de continuadora del Régimen actual no duraría tres meses». Y a continuación le decía que él no tenía «la menor solidaridad con el totalitarismo español», pero que «aun así, si tuviera la menor esperanza de que lograría sacar a España del atolladero en que la ha metido» se mantendría al margen «aunque yo tuviera que verlo desde la amargura del destierro». El general Asensio se limitó a enviarle el acuse de recibo.
El 6 de enero de 1944 el general Franco le envió una nueva carta a don Juan de Borbón, como respuesta a una suya que había sido interceptada por los servicios de información franquistas. En ella Franco le decía: «nosotros caminamos hacia la Monarquía, vosotros impedís que lleguemos a ella», porque si su régimen era derribado le sucedería la República. A continuación añadía que no se fiara de las promesas de los aliados occidentales porque sobre ellos «pesan más Stalin, Tito, los guerrilleros griegos o los comunistas franceses». Asimismo le aseguró que no había nada de ilegítimo en su poder: «Entre los títulos que dan origen a una autoridad soberana sabéis se encuentran: la ocupación y la conquista; no digamos el que engendra salvar una sociedad». Y que no estaba obligado a restaurar la monarquía porque el alzamiento de julio de 1936 no había sido específicamente monárquico sino «español y católico».
Le respondió don Juan el 26 de enero: «V.E. es uno de los contados españoles que creen en la estabilidad del Régimen nacional sindicalista» y en la posibilidad de que éste pudiera resistir «los embates de los extremistas» u obtener «el respeto de aquellas naciones que pudieran haber visto con disgusto la política seguida con ellas», en referencia a los aliados. Añadiendo que nadie tiene derecho a «identificarme con el Estado falangista» pues hay una «total insolidaridad de la Monarquía con el Régimen» y que la monarquía no es «ni el totalitarismo de V.E. ni la vuelta a la República democrática, antesala del extremismo anarquista».
En un nuevo telegrama don Juan le reclamaba la «urgente transición del régimen falangista a la restauración monárquica». Franco le respondió muy duramente recordándole a don Juan que «ni el régimen derrocó a la monarquía ni estaba obligado a su restablecimiento» y que la legitimidad de sus poderes excepcionales provenía de «haber alcanzado, con el favor divino repetidamente prodigado, la victoria y salvado a la sociedad del caos», y añadía unas promesas muy vagas de vuelta a la monarquía. Acusó a don Juan de que «cuando las campañas rojas y masónicas intentan provocar en el extranjero susceptibilidad contra nuestra Patria, sea vuestra alteza quien, con desconocimiento absoluto de las realidades españolas, desconocimiento justificado precisamente por trece años de ausencia, califique a nuestro Régimen con juicios erróneos, con daño para España y regocijo de sus enemigos». También lo acusó de oportunismo al hacer referencia a «lo poco arraigado de vuestras convicciones».
El 6 de marzo de 1944 el ministro del Ejército, el monárquico general Asensio le escribió una carta al general Franco en la que le decía: «Hay que lograr una rápida inteligencia con don Juan para que no siga haciendo daño» ya que «si no llegamos a la instauración monárquica, rápidamente el país quedará en poder de las izquierdas». Concluía la carta diciendo que si no se fijaba la fecha y el modo de entregar el poder a don Juan de Borbón presentaría su dimisión. El general Franco le pasó la carta a Carrero Blanco quien redactó un pequeño informe en el que decía: «Su posición es completamente la de don Juan. Don Juan es garantía para los americanos pero no para España. España no tiene por qué caer en una u otra influencia. Es y debe ser soberana y hará cuanto convenga a su superior interés». Franco le contestó el 17 de abril que cuando se resolviera el conflicto del wolframio entraría «en el fondo de su reiterado deseo de apartamiento», sin mencionar en ningún momento el tema central de la carta de Asensio, por lo que «causó un gran disgusto entre los monárquicos».
También en marzo un numeroso grupo de catedráticos y profesores de Universidad escribieron al «rey» Juan de Borbón: «En la Monarquía y en la persona de V.M. está nuestra esperanza de un Régimen estable». La respuesta de Franco fue ordenar el destierro de cuatro de los firmantes, catedráticos de la Universidad de Madrid: Julio Palacios, Alfonso García Valdecasas, Jesús Pabón y Juan José López Ibor.

### La oposición republicana

#### La formación de la Junta Española de Liberación

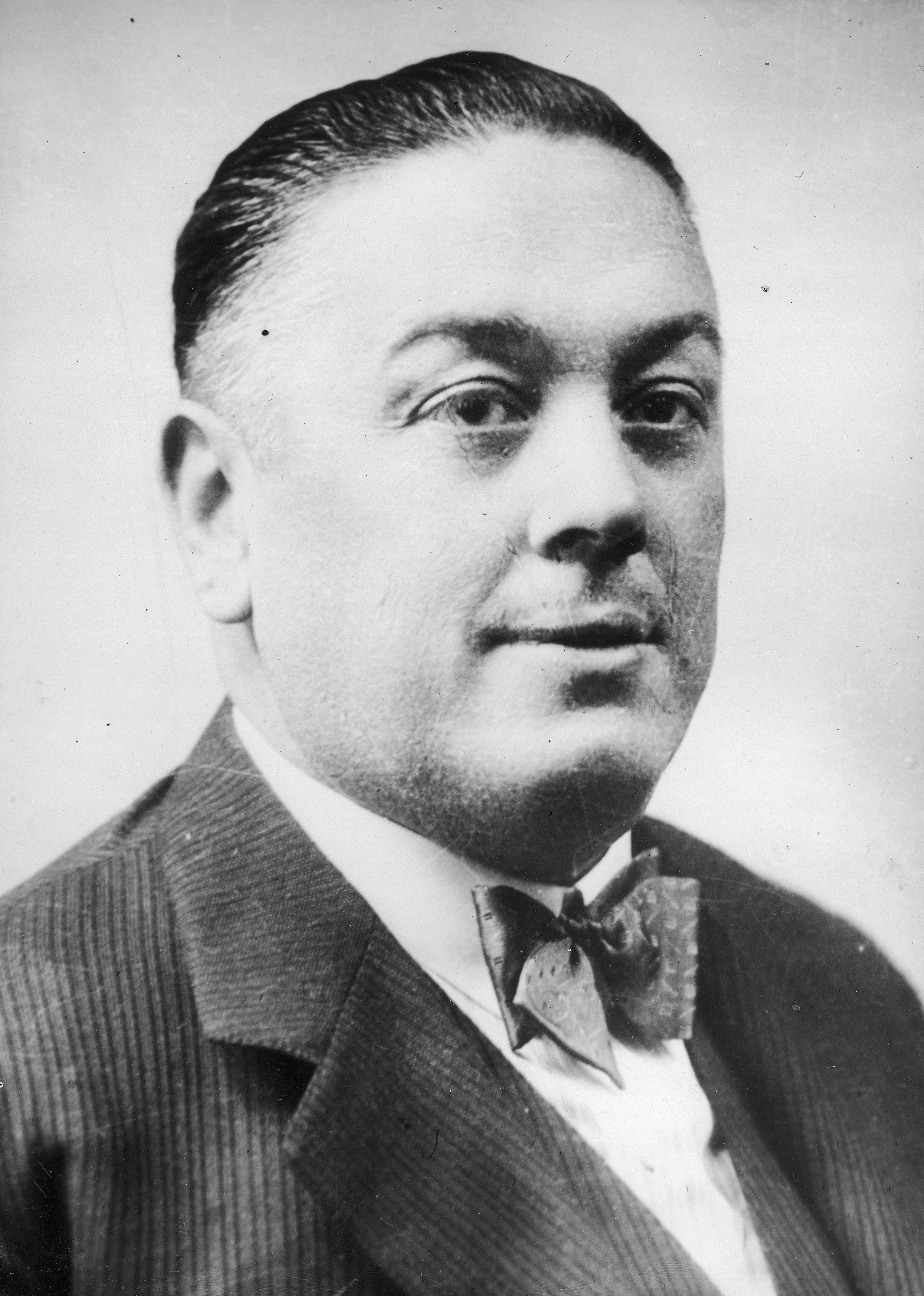
Diego Martínez Barrio, presidente de las Cortes republicanas en el exilio y fundador de Acción Republicana Española.

Por iniciativa de Diego Martínez Barrio, el 20 de noviembre de 1943 se presentó en México la Junta Española de Liberación integrada por los socialistas «prietistas» y los republicanos de la ARE, lo que constituyó «la primera alianza relativamente amplia de las fuerzas republicanas en el exilio» desde el final de la guerra civil y que se proponía actuar ante los aliados de la Segunda Guerra Mundial como si fuera un gobierno provisional. Las conversaciones previas se habían centrado en las propuestas contradictorias de Martínez Barrio y de Prieto —el primero defendía que el objetivo de la junta debía ser el restablecimiento de la República, mientras que el segundo abogaba por la celebración de un referéndum que decidiera la forma de gobierno y atraerse así a los monárquicos que no apoyaban a Franco—, adoptándose finalmente una posición intermedia. Sin embargo, la JEL no aglutinaba a todas las fuerzas antifranquistas del exilio, ya que habían quedado fuera de ella el PCE y los socialistas y republicanos «negrinistas».

#### La Unión Nacional Española y la invasión del valle de Arán

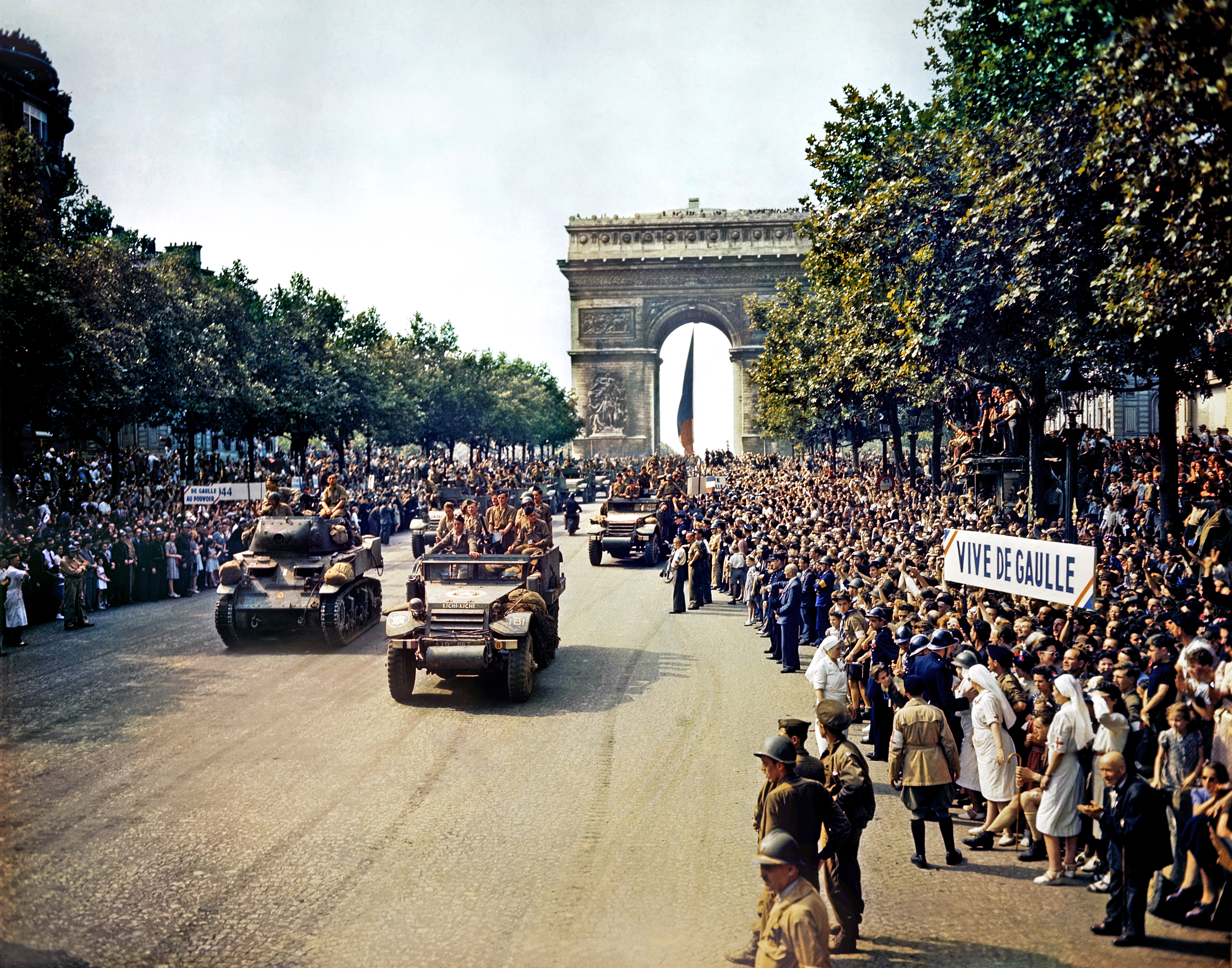
Desfile por los Campos Elíseos de unidades pertenecientes a la 2.ª División Blindada —en la que estaba integrada La Nueve— tras la Liberación de París.

El 24 de agosto de 1944 la vanguardia de las tropas aliadas entraba en París. Algunos de los tanques y vehículos blindados llevaban los nombres de batallas de la Guerra Civil Española porque pertenecían a la La Nueve, una compañía de la 2ª División Blindada de las Fuerzas de la Francia Libre, formada por republicanos españoles. No se sabe cómo reaccionó Franco al conocer la noticia.
La liberación de Francia llevó a la Unión Nacional Española, una organización impulsada por el PCE que pretendía encuadrar a todas las fuerzas antifranquistas, tanto republicanas como monárquicas o carlistas, a considerar que era el momento propicio para poner en marcha la invasión de España una vez que los alemanes habían abandonado los puestos fronterizos y habían sido sustituidos por miembros de la Gendarmerie Nationale.
Como otros dirigentes del exilio, y a pesar de que viajaba con frecuencia a España, el dirigente de facto del PCE en Francia y en el interior Jesús Monzón tenía una visión muy optimista de la situación política pues estaba convencido, según Hartmut Heine, de que «España había entrado en una etapa prerrevolucionaria y que el menor impulso desde el exterior provocaría una insurrección popular y la deserción de la gran mayoría de los aliados de Franco a las filas de la UNE». Algunos de los cuadros medios del interior intentaron convencerle de que estaba equivocado pero Monzón los expulsó del partido, y ningún miembro de la comisión nacional que dirigía el PCE en el interior discrepó de esta propuesta. La operación ideada por Monzón y sus consejeros políticos y militares consistía en un ataque frontal a las defensas fronterizas de los Pirineos para establecer varias cabezas de puente de la «España liberada», lo que debía provocar una insurrección popular en todo el país.
La mayoría de los hombres que iban a participar en la invasión, cuyo nombre en clave era Operación Reconquista de España, eran republicanos exiliados miembros del maquis francés y que habían sido los principales protagonistas de la liberación de la ocupación alemana de una parte importante de los departamentos del sur de Francia debido sobre todo a su experiencia militar tras casi tres años de guerra en España —en mayo de 1944 las unidades exclusivamente españolas habían sido reconocidas como tales bajo la denominación de Agrupación de Guerrilleros Españoles (AGE), integrada por unos 9.000 hombres, que consideraban la lucha en Francia contra los ocupantes alemanes y la milicia vichista como el preludio del combate para liberar España—.
La operación se inició entre los días 3 y 7 de octubre con la invasión del valle del Roncal pero la oposición de las unidades del ejército español y de la guardia civil allí desplegadas les impidieron avanzar a los guerrilleros por lo que ante la falta de apoyo de la población civil, decidieron volver a sus bases en Francia —los que optaron por continuar fueron capturados o muertos y sólo unos pocos lograron ir más allá del Ebro—. A mediados de octubre tres brigadas de guerrilleros cruzaron la frontera por el sector comprendido entre Hendaya y Saint Jean-de-Pied-de-Port, en Navarra, pero de nuevo encontraron una fuerte resistencia y acabaron retirándose diez días después. El día 17 de octubre fue cuando comenzó el ataque principal en el Valle de Arán por una fuerza de 3.000 a 4.000 guerrilleros al mando de Vicente López Tovar. Ante las dificultades que planteaba la toma de Viella, López Tovar ordenó parar el avance a la espera de instrucciones por parte de la dirección de la operación. El 21 o el 22 de octubre se presentó el dirigente comunista Santiago Carrillo quien tras recibir una información sobre la posibilidad de que los guerrilleros pudieran ser cercados ordenó la retirada, que se extendió a todas las fuerzas que seguían combatiendo en otros lugares. Sólo un pequeño número de guerrilleros logró salvar el cerco e integrarse en los grupos del maquis que actuaban en el interior de España.
La Operación Reconquista de España constituyó un sonoro fracaso, aunque «el PCE sacó un buen rendimiento de aquel fiasco, presentándolo ante la opinión mundial como un hecho glorioso de la Resistencia antifascista». El buró político del PCE responsabilizó del desastre a Jesús Monzón, y además ordenó acabar con la UNE aunque no fue oficialmente disuelta hasta el 25 de junio de 1945. Monzón, temiendo por su vida desobedeció la orden perentoria de que regresara a Francia y deambuló por el interior de España hasta que en junio de 1945 fue detenido en Barcelona por la policía franquista. Fue condenado a treinta años de cárcel por un consejo de guerra celebrado tres años después. El colaborador más cercano de Monzón, Gabriel León Trilla, que también se había negado a volver a Francia, fue asesinado en Madrid el 6 de septiembre de 1945 por agentes comunistas cumpliendo órdenes de la dirección del PCE. La misma suerte corrieron otros dos cuadros «monzonistas»: Alberto Pérez Ayala fue asesinado en Madrid el 15 de octubre de 1945; Pere Canals nada más cruzar la frontera francesa.

#### La oposición del interior: la Alianza Nacional de Fuerzas Democráticas

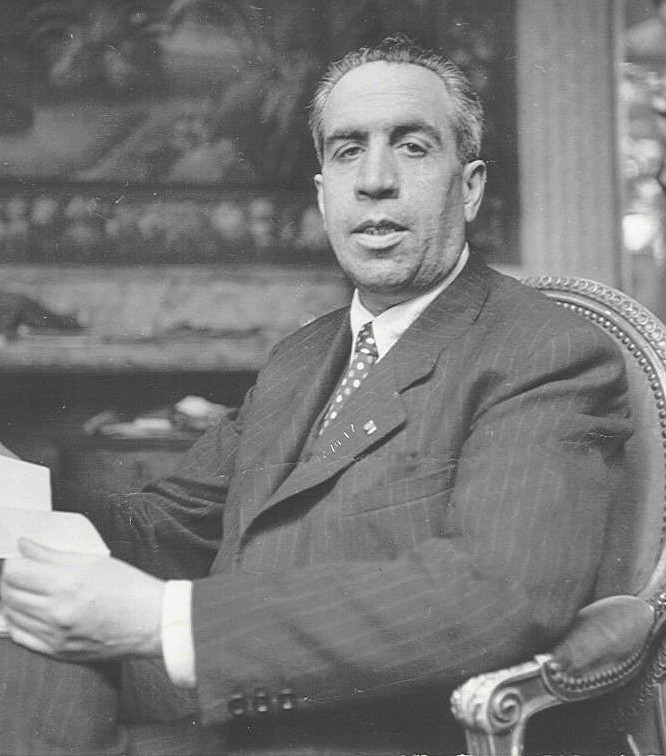
Rafael Sánchez-Guerra uno de los fundadores del Comité Nacional Republicano que participó en el nacimiento de la ANFD.

Tanto los socialistas como los libertarios del interior rechazaron la propuesta del PCE de integrarse en la Unión Nacional Española y en el otoño de 1943 iniciaron las conversaciones destinadas a crear un organismo unitario de la izquierda no comunista en el interior, a las que se sumaron políticos republicanos de Izquierda Republicana, Unión Republicana y Partido Republicano Federal integrados en el llamado Comité Nacional Republicano fundado y encabezado por Rafael Sánchez-Guerra y Régulo Martínez. El acuerdo entre las tres partes se alcanzó en junio de 1944 aunque no se hizo público hasta octubre. Así nació la Alianza Nacional de Fuerzas Democráticas (ANFD) cuyo objetivo era la formación de un gobierno provisional que restableciera las libertades democráticas y convocara elecciones generales. La ANFD, de la que como en el caso de la JEL también quedaron excluidos los socialistas «negrinistas», se mostró dispuesta a pactar con las fuerzas monárquicas sin poner como condición la restauración de la República.
Ante el cambio de la posición internacional del régimen franquista a causa de las victorias aliadas, ciertos sectores monárquicos que hasta entonces lo habían apoyado iniciaron los contactos con representantes de la ANFD, especialmente con los libertarios que eran los más proclives a aceptar la monarquía. Así durante los últimos meses de 1944 los tres miembros del comité nacional de la ANFD mantuvieron contactos con los generales monárquicos Aranda, Kindelán, Saliquet y Alfonso de Orleáns y Borbón, todos ellos convencidos de que el régimen franquista no sobreviviría a la derrota de las potencias del Eje. Sin embargo, las conversaciones pronto llegaron a un callejón sin salida porque los generales pretendían que las fuerzas representadas en la ANFD aceptaran la restauración de la monarquía sin formar un gobierno provisional y sin que hubiera un referéndum sobre la forma de gobierno. Pero el fracaso final de las mismas se debió sobre todo a la oleada de detenciones que llevó a cabo la policía franquista a finales de 1944 y principios de 1945 que llevaron a la cárcel al presidente de la ANFD, el republicano Régulo Martínez, y a otros miembros del comité directivo de la ANFD y del Comité Nacional Republicano, así como a destacados monárquicos que habían mantenido contactos con aquellos, como Gregorio Marañón, Cándido Casanueva y Gorjón y el consejero político del general Aranda. En marzo de 1945 fueron detenidos Sigfrido Catalá, representante libertario en la junta de la ANFD, y otros miembros del comité nacional del Movimiento Libertario. Casi al mismo tiempo cayó toda la ejecutiva del PSOE del interior, incluidos Juan Gómez Ejido, presidente y representante socialista en la junta de la ANFD, y Sócrates Gómez, secretario general, así como un número importante de militantes de base.
Los monárquicos detenidos y los de las organizaciones de la ANFD no recibieron el mismo trato. Así cuando el 9 de enero de 1947 se celebró el consejo de guerra contra los dirigentes de la ANFD, los monárquicos que habían participado en las conversaciones ni siquiera fueron llamados a declarar y cuando la defensa propuso como testigo al general Aranda, éste no acudió porque precisamente el día anterior había sido desterrado a las Baleares —otro general llamado por la defensa recibió la orden de alegar motivos de salud para no presentarse—. Los acusados fueron condenados a penas de cárcel, entre cuatro y doce años —Sigfrido Catalá en un juicio anterior por su pertenencia a CNT había sido condenado a muerte—.
Por otro lado la CNT y el Movimiento Libertario en general se rehicieron rápidamente del golpe que supuso la detención de Sigfrido Catalá en marzo de 1945, pues al mes siguiente ya se había formado un nuevo comité nacional encabezado por José Expósito Leiva.

#### La reunión de las Cortes republicanas de enero de 1945

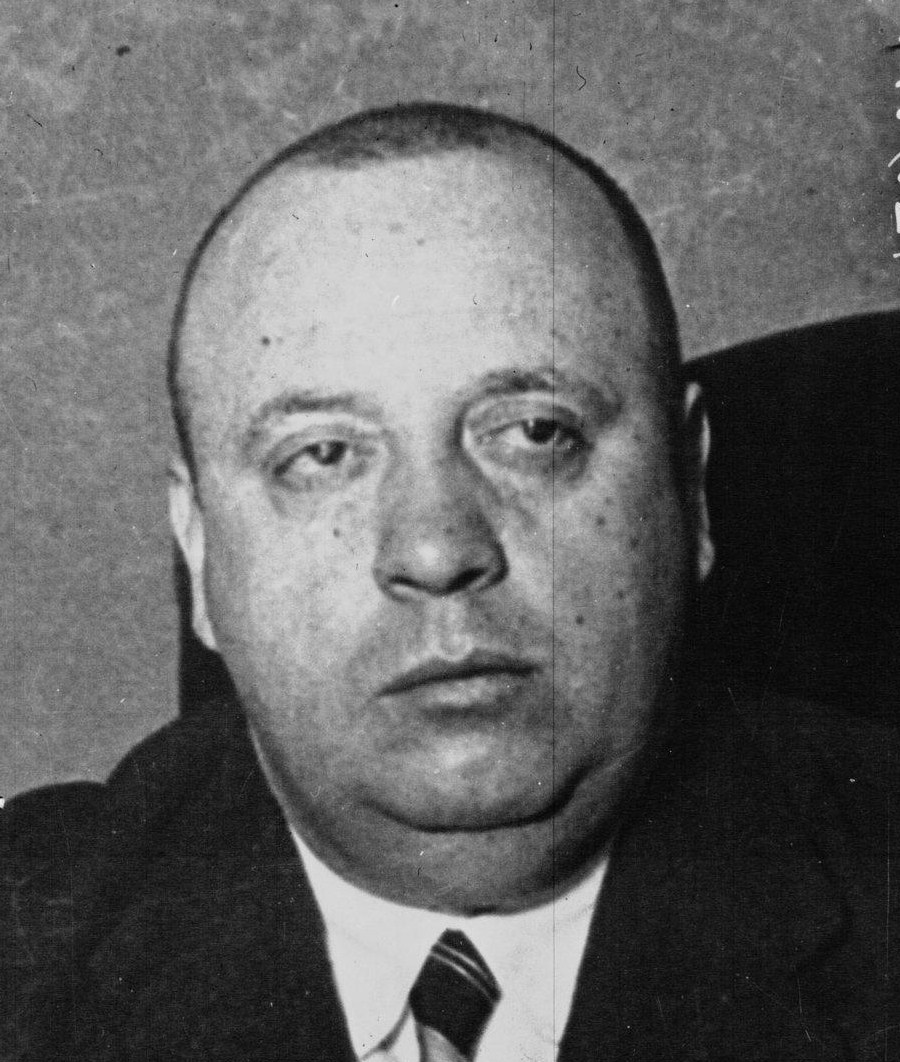
Indalecio Prieto, que consiguió impedir que las Cortes republicanas aprobaran la formación de un Consejo Nacional de la República, que hiciera las veces de gobierno en el exilio.

A principios de noviembre de 1944 corrió la noticia por la Ciudad de México de que Juan Negrín —que seguía considerándose el presidente de iure del gobierno republicano en el exilio— se disponía a viajar a la capital mexicana desde Londres, lo que provocó que Martínez Barrio reuniera urgentemente el 10 de noviembre a la Diputación Permanente, para comunicarles a sus miembros que iba a convocar a las Cortes republicanas con el objetivo de crear rápidamente un gobierno o un organismo que ejerciera sus funciones. Sin embargo los socialistas «prietistas» se opusieron aduciendo que la iniciativa era «prematura», aunque en realidad el motivo principal era que Prieto mantenía su proyecto de alcanzar un acuerdo con los monárquicos, para lo que quería trasladarse a Francia en cuanto la situación bélica lo permitiera, además de que a la reunión de las Cortes asistirían Negrín y los socialistas y republicanos que le apoyaban, así como el pequeño grupo de socialistas «caballeristas, encabezados por Ángel Galarza Gago, que también respaldaban a Negrín.
Pero en una nueva reunión de la Diputación Permanente celebrada el 15 de noviembre sí que aceptaron la propuesta de que la sesión de las Cortes se celebrara el 10 de enero de 1945 para constituir un Consejo Nacional de la República Española, a condición de que en él estuvieran Prieto y Fernando de los Ríos, en representación de los socialistas, Álvaro de Albornoz y José Giral, por los republicanos, y Lluís Nicolau d'Olwer, por los nacionalistas catalanes y vascos, además de los presidentes José Antonio Aguirre y Josep Irla. Por su parte el PCE dio un nuevo viraje y abandonó su política de «unión nacional» —que implicaba rechazar la Segunda República— manifestando que sus diputados acudirían a la reunión de las Cortes en la que darían su apoyo a Negrín y que se abstendrían de votar si éste no asistía. El PNV también comunicó que sus diputados asistirían, lo que provocó la dimisión de Manuel de Irujo como portavoz de la minoría vasca al estar en desacuerdo con la decisión.
El 1 de diciembre Martínez Barrio se desplazó a Washington para intentar conseguir el apoyo del Departamento de Estado a su iniciativa y allí anunció que se iba a formar un gobierno provisional de la República española que se instalaría en España en cuanto cayera el régimen franquista tras la previsible derrota de Alemania. Ante el anuncio hecho por Martínez Barrio, Juan Negrín escribió desde Londres, donde se encontraba exiliado desde el final de la guerra civil, que él era todavía el presidente del gobierno de la República y que no se podía acordar nada sin que estuviera presente.
La reunión de los diputados republicanos tuvo lugar el 10 de enero de 1945. Asistieron 72, de los 205 que vivían en el exilio (104 residían en España, y 88 habían muerto en la guerra, 60 ejecutados por el bando sublevado y 28 por el bando republicano). Fue la primera reunión de las Cortes de la República en el exilio y se celebró en el Club Francés de México D.F., rindiéndose un homenaje a los diputados que habían muerto en la guerra o a consecuencia de ella. Como sólo asistieron 72 diputados —aunque otros 49 se adhirieron por escrito— los socialistas «prietistas» arguyeron que no existía el quórum suficiente para dar validez a la reunión por lo que en la segunda sesión, prevista para el 17 de enero, no se podría aprobar la formación del Consejo Nacional de la República Española. Añadieron que boicotearían las sesiones de las cortes si en ellas participaban los diputados comunistas y aquellos «que, habiendo obtenido su acta de legislador en nombre de nuestro Partido, no se mantuvieran dentro de la disciplina de éste», aludiendo directamente a los socialistas «negrinistas» y a los «caballeristas», que por su parte habían pedido que no se celebrase una nueva sesión de las Cortes hasta que no llegase a México Juan Negrín. En consecuencia la proyectada sesión del día 17 quedó aplazada sine die.

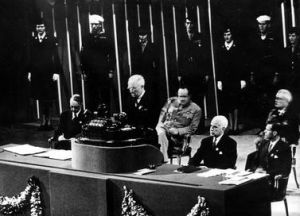
El presidente norteamericano Harry Truman dirigiéndose a los participantes en la Conferencia de San Francisco, de la que el régimen franquista fue excluido, y a la que sí asistieron como invitados destacados políticos republicanos.

Así pues, cuando se celebró la Conferencia de Yalta, entre el 4 y el 11 de febrero de 1945, no existía algo parecido a un gobierno provisional republicano. En la misma los tres grandes (Unión Soviética, Estados Unidos y Gran Bretaña) acordaron «que todos los países liberados y los que actuaron en la órbita del nazismo elijan libremente a sus gobiernos por medio de elecciones libres», lo que suponía una amenaza directa para el régimen franquista. Tras conocerse el acuerdo la Junta Española de Liberación hizo público el 14 de febrero un manifiesto en el que pedía que los aliados «quitaran de en medio el obstáculo de la dictadura franquista», para que España pudiera integrarse en las Naciones Unidas. De hecho el 10 de marzo de 1945 el presidente Roosevelt informó a su embajador en Madrid Norman Armour que «nuestra victoria frente a Alemania conllevará el exterminio del nazismo e ideologías afines» por lo que «no hay lugar en las Naciones Unidas para un gobierno fundado en los principios del fascismo». Inmediatamente Armour comunicó al ministro de Asuntos Exteriores español el contenido de la carta de Roosevelt.
Así el régimen franquista quedó excluido de la conferencia de San Francisco que daría nacimiento a la ONU, y a la que sí fueron invitados como observadores políticos republicanos del exilio. Asistieron Juan Negrín, Julio Álvarez del Vayo, último ministro de Asuntos Exteriores de la República, el lehendakari José Antonio Aguirre, así como nacionalistas catalanes que en nombre del Consell Nacional de Catalunya y de las Comunitats Catalanes entregaron a los delegados de las grandes potencias un memorándum sobre el «caso de Cataluña». También asistieron en representación de la Junta Española de Liberación Indalecio Prieto, Félix Gordón Ordás, Antoni Maria Sbert y Álvaro de Albornoz. El 19 de junio la Conferencia aprobó una resolución a propuesta del delegado mexicano, y con el apoyo de los delegados francés y norteamericano, en la que se condenó a todos los regímenes que habían surgido gracias al apoyo de la Alemania nazi y de la Italia fascista, una referencia directa a la dictadura franquista.

### La ruptura de don Juan con Franco: el Manifiesto de Lausana
Tras el fracaso de las conversaciones entre los generales monárquicos y la ANFD don Juan de Borbón envió una carta confidencial a sus partidarios dentro de España pidiéndoles la opinión sobre si debía romper con el régimen franquista y publicar un manifiesto. El contenido de la carta llegó a conocimiento del general Franco quien inmediatamente ordenó al embajador español en Suiza que se entrevistara con don Juan en Lausana, donde residía. Tras la entrevista, que tuvo lugar el 18 de febrero, el embajador informó a Franco del contenido de la misma mediante un telegrama en el que entre otras cosas le decía: don Juan «está preocupado por la propaganda republicana y disgustado por lo que califica de silencio del Generalísimo respecto a la Monarquía y sobre él mismo».
Finalmente, después de casi un año si haber hecho ninguna declaración, don Juan hizo público el 19 de marzo de 1945 el Manifiesto de Lausana en el que rompió con el franquismo. En él manifestaba que el régimen franquista «es fundamentalmente incompatible con las circunstancias presentes está creando en el mundo», es decir, con la victoria aliada, por lo que pedía a Franco que dejara paso a la «Monarquía tradicional» pues sólo ella «puede ser instrumento de paz y de concordia para reconciliar a los españoles».
El manifiesto fue silenciado por la prensa y la radio españolas, aunque sí lo difundió la BBC. El 25 de marzo don Juan pidió a sus partidarios que dimitieran de sus cargos, pero solo lo hicieron dos de ellos: el duque de Alba, que renunció a la embajada en Londres y que comentó Franco «no quiere sino sostenerse a perpetuidad; es infatuado y soberbio. Todo lo sabe y confía en el juego internacional temerariamente»; y el general Alfonso de Orleáns y Borbón, duque de Sevilla, que dimitió de su cargo de inspector de las fuerzas aéreas. «Quedaba, pues, claro que, por muy propicio que fuese el momento para tal paso, sólo un puñado de los que se decían monárquicos estaba dispuesto a arriesgar su futuro en el seno del régimen y a apoyar la restauración de la monarquía en contra de la voluntad del dictador. Por tanto, el pretendiente, habiendo observado el fracaso de su ataque frontal, se refugió otra vez en una postura discreta, esperando a que los acontecimientos provocasen el cambio que él deseaba».
La reacción del general Franco fue inmediata. Desterró al general de Orleáns a la finca que poseía en Cádiz y envió dos emisarios, los católicos Alberto Martín Artajo y Joaquín Ruiz Giménez, a que comunicaran a don Juan el total apoyo del Ejército, de la Iglesia, del partido único FET y de las JONS y de la mayoría de los monárquicos al régimen franquista. El 20 de marzo convocó el Consejo Superior del Ejército que estuvo reunido tres días y allí rechazó la petición de Kindelán de que se restaurara la monarquía —«Mientras yo viva nunca seré una reina madre», le dijo—.